# プリティーリズムの登場人物
- プリティーシリーズ > プリティーリズム > プリティーリズムの登場人物
- プリティーシリーズ > プリティーリズム > プリティーリズム・オーロラドリーム > プリティーリズムの登場人物
- プリティーシリーズ > プリティーリズム > プリティーリズム・ディアマイフューチャー > プリティーリズムの登場人物
- プリティーシリーズ > プリティーリズム > プリティーリズム・レインボーライブ > プリティーリズムの登場人物
- プリティーシリーズ > プリティーリズム > プリティーリズム・レインボーライブ > KING OF PRISM by PrettyRhythm > プリティーリズムの登場人物

プリティーリズムの登場人物（プリティーリズムのとうじょうじんぶつ）では、タカラトミー（2012年にタカラトミーアーツへ事業譲渡）とシンソフィアが共同開発した日本のアーケードゲーム『プリティーリズム』と、ゲームを原作とするメディアミックス（漫画化・アニメ化）作品の登場人物について記述していく。

## 概要
『プリティーリズム』シリーズにおいて広義の「原作」であるゲーム、集英社『りぼん』連載の漫画化作品（朝吹まり作）、テレビアニメ第1期及び小学館『ちゃお』連載の漫画（藤実リオ作）『プリティーリズム・オーロラドリーム』（AD）に共通して登場するキャラクターであっても、各々の作品ごとに設定は大きく異なっている。テレビアニメ第2期『プリティーリズム・ディアマイフューチャー』（DMF）はアニメ第1期の3年後という設定で、第1期開始時点で2011年、第2期開始時点で2015年となっている。
テレビアニメ第3期『プリティーリズム・レインボーライブ』（RL）およびそのスピンオフに当たる映画『KING OF PRISM by PrettyRhythm』（キンプリ）は、AD・DMFの舞台と並行世界の関係にある。
なお、ゲームのストーリーパートはシーズン8を最後に廃止されたが、過去のプリズムスタイルブックに掲載されている。
以下、各作品を次のように略す。
- ゲーム：アーケードゲーム『プリティーリズム』
  - シーズン1 - 3：『プリティーリズム・ミニスカート』
  - シーズン4 - 8：『プリティーリズム・オーロラドリーム』
  - シーズン9 - 13：『プリティーリズム・ディアマイフューチャー』
  - セッション01 - 02：『プリティーリズム・レインボーライブ』
    - セッション03 - 05：『プリティーリズム・レインボーライブデュオ』

  - オールスター編：『プリティーリズム・オールスターレジェンドコーデ編』
- 3DS：ニンテンドー3DS版3タイトルの総称
  - マイデコ：『プリティーリズム・マイ☆デコレインボーウエディング』
  - マイデザ：『プリティーリズム・レインボーライブ きらきらマイ☆デザイン』
  - 1450：『プリパラ&プリティーリズム プリパラでつかえるおしゃれアイテム1450!』
- りぼん版：漫画『プリティーリズム』（朝吹まり作）
- ちゃお版：漫画『プリティーリズム・オーロラドリーム』（藤実リオ作）
- アニメ：1〜3期の総称、あるいは共通設定
  - AD：テレビアニメ『プリティーリズム・オーロラドリーム』
  - DMF：テレビアニメ『プリティーリズム・ディアマイフューチャー』
  - RL：テレビアニメ『プリティーリズム・レインボーライブ』
  - 劇場版：『劇場版 プリティーリズム・オールスターセレクション プリズムショー☆ベストテン』

上記の内、アニメADとちゃお版は『プリティーリズム・オーロラドリーム』の表題で設定を共有している。単に話数のみを表記する場合は原則としてアニメ第1期の話数を指すが、ちゃお版の話数と区別する為に「アニメ第1期」を冠する場合がある。この他『ライブチック・キャラクターソングCD』act 1 - 5の幕間におけるCDドラマや『ぷっちぐみ』連載版（たちばな真未作、ぷぷぷBOOKSで書籍化）および『小学一年生』連載版（かなき詩織作）のAD・DMFについても適宜、言及する場合がある。
- キンプリ：映画『KING OF PRISM by PrettyRhythm』
- キンプラ：映画『KING OF PRISM -PRIDE the HERO-』
- SSS：テレビアニメ『KING OF PRISM -Shiny Seven Stars-』

その他、文中の用語に関しては以下を参照。
- ゲーム関連：プリティーリズム#用語
- りぼん版関連：プリティーリズム (漫画)#用語
- オーロラドリーム（アニメ第1期・ちゃお版）関連：プリティーリズム・オーロラドリーム#用語
- ディアマイフューチャー（アニメ第2期）関連：プリティーリズム・ディアマイフューチャー#用語
- レインボーライブ（アニメ第3期）関連：プリティーリズム・レインボーライブ#用語

## オーロラドリーム/ディアマイフューチャー
以下の主要人物についてはプリティーリズムのプレイヤーキャラクター#オーロラドリームスターズおよびプリティーリズムのプレイヤーキャラクター#ディアマイフューチャースターズを参照。
MARs
- 春音あいら（声 - 阿澄佳奈）
- 天宮りずむ（声 - 伊藤かな恵→原紗友里）
- 高峰みおん（声 - 榎あづさ）

SERENON with K
- 藤堂かのん（声 - 小松里歌→明坂聡美）
- 城之内セレナ（声 - 佐藤聡美→米澤円）
- 久里須かなめ（声 - 伊藤かな恵）

Prizmmy☆
- 上葉みあ（声 - 大久保瑠美）
- 深山れいな（声 - 高森奈津美）
- 志々美かりん（声 - 津田美波）
- 大瑠璃あやみ（声 - 佐倉綾音）

PURETTY
- ヘイン（声 - 伊藤かな恵）
- シユン（声 - 金香里）
- ジェウン（声 - 米澤円）
- チェギョン（声 - 明坂聡美）
- ソミン（声 - 三宅麻理恵）

### Callings（コーリングス）
男子プリズムスターユニット。男子プリズムショー界ではトップレベルの人気と実力を兼ね備えている。ゲームのストーリーパートとりぼん版ではヒビキ（響）とワタルの2人が、アニメ第1期とちゃお版ではこの2人にリーダーのショウを加えた3人で登場するが、ゲームとりぼん版においても「2人組」と明言されている訳ではない。りぼん版では響とワタルは14歳とされているのに対し、アニメ第1期では3人とも「高校1年生」とやや年長に設定されている。
ゲーム・りぼん版・アニメ第1期のいずれにも共通しているのは、作中でプリズムスターの良き先輩としてりずむ達を温かく見守り、プリズムショーの世界に関する色々な知識を教える役回りである。
ショウ
声 - 近藤隆
リーダー。他の2人と異なり、アニメとちゃお版のみ登場している。リーダーを称しているものの他のメンバー2人との関係は対等であり、他の2人からは単に「ショウ」とだけ呼ばれている。プレイボーイの雰囲気が強い茶髪の少年で、あいらには特に色々と積極的なアプローチをかけ、あいらを赤面させている。一般には公表していないが、あいらのお気に入りのブランドショップ・Prism Stone専属のデザイナーでもある。傍目には順風満帆で挫折経験のない天才のように見られがちだが、実際には自分の才能に限界を感じて悩むこともあり、第10話ではあいらが見せるファッションセンスの高さに嫉妬して、あいらに八つ当たりをしたこともあった。しかし、主人公3人の中でもあいらを特別扱いする態度は現在も変わっていない。ファッションについて、あいらが時おり自分と同じセンスを見せるのをひそかに気に入っている様子であった。
ADではPrism Stoneのデザイナーであることは公表していなかったが、DMFでは2話でDear Crownのデザイナー・ユンスが日本進出のセレモニーに際してあいらに王冠を寄贈したパフォーマンスを見せられた結果、衝動的にステージへ上がった上に、自分がPrism Stoneのデザイナーであることを勝手に一般公表してしまった。
その後もユンスに対して強いライバル意識を抱き続けているが、意識過剰な部分があり、彼への敵愾心や嫉妬心ばかりが優先してしまった結果、肝心のデザイナーとしての情熱にも、悪い影響を及ぼし始めている。実際、P&Pの衣装をデザインした際にも、ユンスへのライバル意識の強さが災いし、自分のデザインした衣装は落選してしまっている。その心に余裕の無い心境を見抜いているみあからは「冴えない男の癖してプライドばっかり高くて、すぐ落ち込む」と酷評されている。その後はあいらとともに海外へと旅立った。
ちゃお版では、あいらの友達となった南梨ふれあの卓越した色彩感覚を見出し、Prism Stone主催のデザインコンテストへの参加を薦める役回りで登場している。
ヒビキ
声 - KENN
かのんの兄。りぼん版では妹と同様に「響」と漢字表記されている。ゲームのストーリーパートでは買い物に来ていた所をりずむに一目惚れされるが、やや鈍感気味でりずむのアプローチに気付かないままという描写が目立っている。これに対し、ADでは一転してヒビキの方からりずむに対して積極的にアプローチを仕掛ける描写が多い。
アニメでは1996年1月または2月生まれのみずがめ座で、血液型はB型。見た目はクールな雰囲気の黒髪の少年だが、あいらたちの前ではおしゃべりである。。1人の時は人目を避けて山下公園でダンスの練習に勤しんでいるが、公園内をランニングしていたりずむに気付かれて秘密を共有する仲となる。自分と同様に練習一筋のりずむを特別に気に入っている様子で、りずむに色々と積極的なアプローチをかけ、りずむを赤面させている。京都出身だが「アイドルだから」という理由で、同郷者が相手の場合以外は標準語である（第24話）。DMF第28話で、天宮りずむと一年半前に結婚していたことがファンに報告され、DMF第51話では結婚式を挙げている。
ワタル
声 - 岡本信彦
ヒビキの同僚。初期（ゲームのシーズン1 - 3関係）の文献では「わたる」と平仮名で表記される場合もあった。りぼん版ではフルネームが日向（ひゅうが）ワタルとされている。ゲームのストーリーパートではややお調子者の自信家で、ヒビキと対照的に練習嫌いな所が強調されている。いちごミルクが好物。
アニメでは明るくユニークな雰囲気のムードメーカー的な赤髪の少年。芸能活動と学業を両立させる主義で成績は良く、第8話では学校の追試に悩んでいたりずむに自己流の学習法を伝授している。みおんのデビュー後はCallings3人の中でも率先してみおんのわがままに付き従っており、復帰直後にあいらとりずむを単なる仕事上のパートナーとしか見なさずなかなか打ち解けようとしないみおんに対して対等な友達の必要性を説くなど積極的にアドバイスを提供しているが、みおんの気を惹くには至っていない。しかし、ワタル自身はみおんのわがままに振り回される現状に満足している様子でみおんがニューイヤーカップに出場した際は仕事を抜け出して激励し、みおんが単身で海外遠征を決意した際も一人で空港へ駆け付けて旅立ちを見送った。その後はみおんがプリティートップのCEOに就任したことを受けてマネージャー人生を歩み始めた。

### LOVE∽MIX（ラブミックス）
DMFにおいて、ディアプリンセス所属の男子プリズムスター・ヨンファが突発的にあいらの弟・春音いつきを指名して結成された2人組のユニット。
ヨンファ
声 - 高山みなみ
DM第F22話から登場。世界的なアイドルプリズムスター。一人称は「おれ」で、金髪少年。チェギョンとユンスの幼馴染。PURETTYと同じく『ディアプリンセス』に所属している。初対面でも馴れ馴れしく独自のヨンファ語で話す事が多い。その為みあ達からは「チャラ男」と言われている。しかし軽い性格とは裏腹に、れいなが恋で、悩んでいる時はアドバイスを兼ねて彼女を導くなど優しい心を兼ね備えている。この一件以来、いつきを気に入り彼と一緒に自ら考えたユニット「ラブミックス」で組みたいと思っている。いつきによく抱き付く。
初対面から、みあを「みあっち」、れいなを「れいぽん」、かりんを「かりんとう」、あやみを「あやみる」、いつきを「いっちゃん」、あいらを「あいらぽん」、セレナを「セレナにゃん」、かのんを「かのぴん」と呼んでいる。その後はユンスと海外に旅立ったとのこと。
春音 いつき（はるね いつき）
声 - くまいもとこ
あいらの弟。一人称は「おれ」。年齢はDMFの時点で14歳。
ADでは生意気な性格で、普段からあいらを呼び捨てにし、あいらのデビューを知ってもクールで淡々としていたが、それはプリズムショーの嫌いな父のヒロシに気を使っているためで、彼自身は決してあいらを応援していないわけではない。後述の2人の妹といつも一緒に行動していて、時々は妹たちと一緒にあいらのショーを観に行くこともあった。
DMFでは3年前よりも成長し、姉のあいらよりも背が高くなっている。前作よりもさらに大人びた性格で、スポーツドクターを目指して予備校に通っている。れいなから一目惚れされ「バラの王子様」と呼ばれており、いつきの側も（あくまで、プリズムスターとして）れいなに注目しているが両思いには至っていない。スケートは普通に滑れる程度であったが、第15話でみあが紛失したスマポを拾ったことが契機となり「サプライズゲスト」として覆面でステージに立ちPrizmmy☆と共演した。その後、ヨンファからの指名を受けて強引にユニットを結成することになってしまい、姉と同様にプリティートップ所属となって練習に励んでいるがスポーツドクターになる夢は諦めておらず、予備校にも引き続き通っている。

### ペアチアマスコット
あいらたちのコーチとしてペンギン先生から与えられた、ポンポンを持った手のひらサイズのぬいぐるみの姿をしたマスコット達。ダンススクールの外でも常にあいらたちと行動を共にしており少なくともプリズムスターの間では公知の存在となっている。その存在は「プリズムショー関係者の間のみの秘密」という訳でもないようで、世間一般ないし練習生レベルでは「プリズムスターが愛用しているマスコットのぬいぐるみ」程度には認識されているらしい。その出自については本編中では明かされなかったが、RLにおいてプリズムワールドの住民であることが明かされた。
全員、語尾に「〜ちあ」と付けるのが口癖。どのマスコットも右足の裏にはPrism Stoneブランドを表す「PS」のマーク、左足の裏にはマスコットごとに異なる模様が描かれている。3匹とも、アニメ第1期の実写パートにもたまに登場している。初出はアニメだが、ゲームでもシーズン4以降はロード画面のアイキャッチにシーズン3までのペンギン先生に代わってラビチとベアチが、シーズン7以降はこの2匹に加えてネコチが登場するようになった。AD最終話では後進のマスコットを育成・指導する立場への昇進」扱いでサイズが一回り大きくなり、DMFではPrizmmy☆やそのパートナーである4匹のペアチャムに対するコーチとして3体1組で登場することが多い。
なお、りぼん版1巻の巻末に掲載されているプロットではゲームの開発段階での設定に合わせマスコットとしてウサギの「ポロン」が登場する予定であったことが明かされているが、起用には至らなかった。この「ポロン」がペアチアマスコットの原型となったのかどうかは不明である。
以下、3匹ともアニメ版の設定である。
ラビチ
声 - 早水リサ
本編・実写パートとも第3話より登場。ピンク色のウサギのような姿をしている、あいらの専属コーチ。左足の裏にリボンの模様が描かれている。気の短い性格で、怒りが頂点に達すると口調が大阪弁に変わる。コーチの方法はかなりスパルタだが、プリズムショーの特訓と称してあいらに漫才の特訓をするなど、ふざけたお調子者の一面も有している。りずむの専属コーチであるベアチ（後述）とは一心同体のように仲が良いが、みおんの専属コーチであるネコチ（後述）が事あるごとにあいらとりずむの悪口を言うため、ベアチと共同戦線を張ってネコチと喧嘩をすることが多く、あいらたちも3匹の喧嘩には手を焼いている。
ベアチ
声 - 日髙のり子
本編・実写パートとも第3話より登場。茶色のクマのような姿をしている、りずむの専属コーチ。左足の裏に星の模様が描かれている。神経質な性格で、普段からりずむの行動に細かく口をはさみ、りずむからは煙たがられているが、プリズムスターとしてのりずむの成長にたびたび涙する感激屋の一面もある。第13話では、りずむの母である神崎そなたが作ったクマのぬいぐるみ・アンディの導きで、そなたが12年前にオーロラライジングを飛んだ後にりずむの元から去った経緯を知らされると同時に、アンディからりずむの将来を託された。アンディの左足の裏にもベアチと同様に星の模様が描かれており、りずむからは「アンディと親子みたい」と評されている。
ネコチ
声 - くまいもとこ
灰色のネコのような姿をしている、みおんの専属コーチ。左足の裏にハートの模様が描かれている。本編では第1話においてみおんがプリズムスターへの転身を表明した時点で既に登場しているが顔見せは第7話、本格的な登場は第14話からで実写パートでは第15話より合流している。第24話では1年以上前からみおんに同行して世界各地を回ったと自称しており、家族と離れて1人で生活しているみおんの最大の理解者でありたいという自負心は人一倍強い。プライドの高い性格で、事あるごとにあいらとりずむを見下す発言をしており、ラビチとベアチに対しても必要以上に先輩風を吹かせている。バトポンが揺れ動いている様子を見ると、ネコの本能が刺激されて体が勝手に動き、我を忘れてじゃれ付きたくなるという弱点がある。

### ペアチャム
Prizmmy☆の各自に割り当てられているマスコット。体の大きさに比べて非常に長く太いフサフサした尾が最大の特徴で、プリズムショーの際には帽子やウエストポーチ、シュシュ、リストバンドなどに変形する。しかし、ペアチアマスコットと違って四足走行（2本の足で立つ事はできるが、走る時は4本足）であり、ビビ以外は人間の言葉を話す事はできずチャムとしか言えない（ただし、山田さんだけはペアチャムの言葉が理解できる）。また、水が苦手で泳げない。Prizmmy☆のコーチはペアチアマスコット達やMARsの3人が行っている為、ペアチャムは単に彼女達を見守るだけの存在になっている。アニメの中では、場面転換の時に4匹そろって画面の前を走り抜ける演出がある。第13話からはPURETTY（後述）のパートナーとして、言葉を話せるペアチャムのビビが登場した。声優（ビビ以外）はそれぞれのパートナーの声優である。
ミミー
声 - 大久保瑠美
みあのパートナー。縦縞の赤のリボンをしており、ショーではみあの髪飾りとなっている。ショウが完成させたパフュームで、Prizmmy☆の香りを引き立たせる役割を担当をしている。イメージカラーは白。素直で熱血。
レミー
声 - 高森奈津美
れいなのパートナー。パンダ顔したペアチャムでミミーのリボンの色違いの薄灰色をつけており、ショーではれいなのシュシュとなっている。イメージカラーは薄灰色。真面目でせっかち。
リミー
声 - 津田美波
かりんのパートナー。黒生地に星柄のリボンをしており、ショーでは唯一、かりんの腰のアクセサリーとなっている。イメージカラーは薄黄色。楽天的でねぼすけ。
ヤミー
声 - 佐倉綾音
あやみのパートナー。黒生地でピンクのリボン柄のリボンをしており、ショーではあやみのシュシュとなっている。イメージカラーは薄ピンク色。ひたすら食いしん坊。ぷっちぐみ版では喫茶店の常連という独自設定がある。
ビビ
声 - 千葉進歩
第13話から登場。ペアチアマスコットと同様にPURETTYのコーチを受け持っており、ペンギン先生とはライバル関係にあるが、実際はけんかは嫌いじゃなかったとのこと。プリズムショーに際してはヘインのパートナーとして、リストバンド状態に変形する。黒猫のような姿をしたペアチャムで、自由自在に宙に浮かぶ事ができ、唯一人間の言葉を話す事が出来る。またPURETTYの名付け親でもある。普段は優しいが、一度怒り出すと爪を立て相手の顔などを引っかく（主にペンギン先生が被害を受けている）気の強い一面を持っている。ユンスが完成させたパフュームで、PURETTYの香りを引き立たせる役割を担当をしている。語尾に「ビビ」や「ビーン」と付けることが多い。舞台の外ではトートバッグに変形が可能。イメージカラーはグレー系の黒。

### 芸能事務所
以下はアニメとちゃお版に登場するプリズムスターが所属する芸能事務所の関係者である。

#### プリティートップ
プリティートップ（Pretty Top）は、あいらたちが所属しているプリズムスター専門の芸能事務所。男子プリズムショー界ではトップレベルの人気と実力に恵まれたCallingsを擁し、カリスマ読者モデルのみおんをプリズムスターとしてスカウトするなど勢力の拡大を図っていたが、デビュー当日に失踪したみおんの代役としてあいらを急遽スカウトし、スクールの練習生であったりずむと共に特待生として育成。後に復帰したみおんと3人で、新ユニット・MARsを結成している。また、ファッションブランド・Prism Stoneを展開し、ランドマークプラザに同名のブランドショップを出店しているのを始め、第5話では史上初めてとなるファッションショーとプリズムショーの同時開催に踏み切るなどダンスとファッションの垣根を越えた野心的な活動に乗り出している。
DMFでは規模の拡大に伴い、本社とスクールを原宿からお台場へ移転した。2014年からは、毎年夏に所属プリズムスターが一堂に会するP-nationと呼ばれるイベントを開催している。
滝川 純（たきがわ じゅん）
声 - 千葉進歩
プリティートップの社員で、あいらたちのマネージャーを担当する青年。年齢はADの時点で24歳。あいらたちからは「純さん」、社長の阿世知今日子からは「純」と呼ばれている。一人称は「俺」または「僕」。
時折、格言のような詩的な言葉をつぶやくことがあり、場合によってはそれがあいらたちの悩みや問題を解決するヒントになることもある。ただしほとんどの人にとっては意味不明で、本来の意味を理解できるのはみおんのみである。
みおんが失踪した当日、街の中で偶然出遭ったあいらの才能を一瞬で見抜き、スクール練習生のりずむと共に代役としてデビューさせた。2人の才能には絶対的な信頼を置いており、2人がピンチに陥っても冷静に見守っている。
第37話で姉の存在を示唆した後、第41話で自身の異父姉が今日子であることをあいらに打ち明けた。
DMFでは、MARsのプリズムショーに客席から乱入した所を取り押さえられた上葉みあにスター性を見出し「ペンギン先生の許可が有れば」との条件付きでスクールへの入学を認める。その後はみあがプリズムショーに関する疑問を口にする度に、謎の紳士プリズムエースと名乗り、仮面をつけて颯爽と登場しているが、みあ以外からは完全に正体を見破られている。第26話では母のケイより伝説のプリズムアクト・グレイトフルシンフォニアに関する過去の出来事を知らされ、シンフォニアセレクションに関わらないよう今日子に進言しているが聞き入れられていない。なお、第46話にて、彼は幼少時に実の両親を交通事故で亡くしてケイに引き取られた養子であり、今日子とは血のつながりはないことがケイの告白によって明かされた。その後、今日子と結婚した。
阿世知 今日子（あせち きょうこ）
声 - 早水リサ
プリティートップの女性社長。年齢はADの時点で34歳。自身も元プリズムスターであり、現役当時はプリズムクイーンの座を賭けてりずむの母・神崎そなたと激しいライバル関係に在った。離婚歴がある（第11話）。一人称は「私」。
態度や物言いは厳しいが、その一方であいらたちの目覚ましい成長を誰よりも喜んでいる。ただ、いつでも事務所の利益を第一とする考えが見え隠れしており、サマークイーンカップではあいらたちが優勝するものと思い込みまだ決勝戦にも入らないうちに優勝記念のコンサート会場の予約を勝手に取り付け、あいらたちが優勝を逃して計画がつぶれると純やあいらたちに責任を押し付けて八つ当たりをするなど、経営者としてはお世辞にも優秀とは言いにくい所がある。
オーロラライジングの発案者であるダンス指導者・ケイの離婚した前夫の娘であり、純は異父弟に当たる。母の指導で14歳にしてプリズムクイーンとなった後、ピュアプレミアムウェディングカップで2位となりながらも優勝した今日子より大きな喝采を観客から浴びた神崎そなたと終生のライバル関係となる。しかし、チャンピオンシップでそなたを破ってプリズムクイーンの座を防衛した際もケイに自身のプリズムショーを「欲にまみれた紛い物」扱いされたことに反発を覚え、同時期に一線を退いたそなたとの再戦を望む余りそなたを半ば挑発する形でオーロラライジングへの挑戦を明言する。後にチャンピオンシップで実現したそなたとの再戦では公約通りオーロラライジングに挑戦したものの失敗し、その直後にオーロラライジングを決めたそなたに敗れプリズムクイーンの座を明け渡すことになった。そなたが表舞台から姿を消した後は贖罪の念を込めてオーロラライジングに挑戦し続けたものの果たせないままプリズムショーへの意欲を喪失し、ピュアフレッシュウェディングカップで新進気鋭の富樫かりなと合同記者会見に臨んだ際に逃げるような形で現役引退を表明してしまう。
自身が現役時代に果たせなかったオーロラライジングへの未練は今も持ち続けており、みおんをそなたに次ぐ2人目のオーロラライジング成功者の最有力候補と見込んでおり、みおんが気まぐれで起こすスタンドプレーの数々に対してもペナルティを課していない。りずむが初めてオーロラライジングに挑み、失敗に終わった際にはオーロラライジングが有する負の側面を知る者としてりずむに厳禁を言い渡した。しかし、ハイヒールカップ前日に一瞬だけ目撃したそなたの帰還を確信し、大会当日にはりずむがそなたの手製であるアンディを持参していたことが契機となって、りずむがそなたの娘であることを本人の口から知らされる。MARsがハイヒールカップを制した後はプリズムクイーンカップを目前に3人の成長を評価し「オーロラライジング無くしてプリズムクイーン無し」と、それまでの姿勢から一転して3人にオーロラライジングへの挑戦を命じた。
DMFではプリティートップをMARsを筆頭に男女プリズムショー界の頂点に立つ有力事務所へ育て上げたが、婚活は依然として上手くいっておらず拝金主義に磨きがかかっている。とはいえその後純と結婚した模様。
山田 山夫（やまだ やまお）
声 - 三宅健太
ダンススクールの管理人を名乗り、常にペンギン先生を肩に乗せている中年の男。普段は「山田さん」と呼ばれているが、第32話Bパートでフルネームが判明した。年齢はDMFの時点で49歳。趣味は読書とリリアンで高校時代は手芸部に所属していた。
大柄で鍛え抜かれた肉体を持ち、口ひげを蓄えていて手に竹刀を持っている。その体格に似合わず、若い頃は声優を目指していたと自称する割に小声で口数も非常に少なく、ペンギン先生との関係を始め謎の多い人物。ペンギン先生にもわからないペアチャムの言葉が理解できる。赤井めが姉ぇからはペンギン先生と一対のマスコットと認識されており、プリズムスターやデザイナー・マスコットしか入れないはずのプリズムショーの世界にも普通に立ち入っている。

#### ディアプリンセス
ディアプリンセス（Dear Princess）は韓国の芸能事務所。世界的に人気の男子プリズムスター・ヨンファが所属している。プリティートップと同様に独自のファッションブランド・Dear Crown（ディアクラウン）を擁しており、日本進出に際してはプリティートップが総代理店としてPrism Stoneお台場店の隣に1号店を開店している。ヘインたちの日本留学はプリティートップとの業務提携の一環として実現した。
ユンス
声 - 羽多野渉
Dear Crown専属デザイナー。一人称は、「ぼく」。元大女優・ミョンジャの長男で、チェギョンの兄。ヨンファの幼馴染。母のミョンジャから聞かされた伝説のプリズムショーに興味を持ち、「いまだ巡り会えないたった一人の女神的な女性」にデザインをするのが夢で、クラウンに捧げる理想の女性としてあいらを気に入って、積極的にアプローチしていることが原因でショウからは恋敵としてライバル視されているがユンスの側は意に介さず紳士的な態度をとっている。みあ達やヘイン達の良き相談相手にもなっていて、Prizmmy☆とPURETTYの衣装も作っている。ショウより先に香りのコーデアイテム・パフュームを完成させた。心奪い去ったまま母のミョンジャを捨てた欽太郎を当初は恨んでいたが、母が見られなかったプリズムストーンの未来を見せてあげたい為に、シンフォニアのデザイナーには興味を持っていた。第29話で、あいらに愛の告白をするが、欽太郎のシンフォニアドレスに魅入られたあいらの心には届かなかった。その後あいらを救う手立てとして母親のミョンジャからアドバイスを受け怒りや憎しみの感情を捨て去りPrizmmy☆とPURETTYの9人の個性に彼女たちの輝きをブラスした新しいシンフォニアドレスが必要であることに気づく。そしてシンフォニアドレスをリメイクするためショウと手を組む。みあからは「ショウのライバル男」、縮めて「ライバル男」と呼ばれている。その後はヨンファと一緒に海外に出た。
ミシル
声 - 青山桐子
ディアプリンセスの女性社長。今日子とは旧友同士で、Dear Crownの日本進出後もしばしば来日している。普段は優しいが、ヘイン達に返答を求める際には愛用の砂時計を取り出して一人につき返答の時間制限を測るなど今日子以上に厳格な一面がある。普段から何かと感情的になりがちな今日子とは対照的に、教え子たちの問題点を冷静に分析し、客観的に見極める事のできる観察眼を持っている。その後、今日子がみおんに社長職を譲って退職した事実を知って驚いたとのこと。

### シンフォニア財団
闇のプロモーターとして君臨する欽太郎が率いる芸能財団。他の芸能事務所とは異なり欽太郎がデザインしたシンフォニアシリーズの捜索を前提にプリズムショー界を手中に収めようと暗躍している（最終目的はプリズムショーの崩壊）。春音あいら（MARs）が当財団に移籍するまでは他のアイドルやタレントは一切在籍していない。欽太郎が主催するシンフォニアセレクションにMARsと競わせ敗れた者は強制的にシンフォニア財団に移籍することになるが、欽太郎が自分の過ちを認めたことで解散となった。
阿世知 欽太郎（あせち きんたろう）
声 - 千葉繁（若い頃 - 近藤隆）
DMFより登場（初登場時はドン・ボンビーの姿）したケイの前夫で、今日子の実父にあたる。シンフォニア財団を操る総支配者兼「シンフォニアシリーズ」のデザイナーである。一人称は「私」。。若い頃はデザイナー兼演出家でプリズムショーと演劇を組み合わせた新しい表現手段・プリズムアクトを考案したが、技術の高度さを競うプリズムショー界でアクトは注目されず埋没気味に陥っていた。そんな折、究極のプリズムアクト・グレイトフルシンフォニアを考案しミョンジャにオーロラの精メリダとしての主演を要請するが、後にケイと出会って心変わりしケイがメリダ、ミョンジャが対役となる夜の精キーラを演じることになった。しかし、グレイトフルシンフォニアは資金難で実現の見通しが立たず、ミョンジャは欽太郎と破局する。ケイと結婚して今日子を授かった頃にはプリズムショー界を支配する闇のプロモーターとして君臨し、闇へと堕ちていった欽太郎は、ケイが自身の考案したオーロラライジングを習得させるまで今日子のデビューを控えるべきだとしたのに対して欽太郎はグレイトフルシンフォニア完成の為に今日子の早期デビューを画策し、今日子の知らない所で卑劣な手段を用いてライバル（神崎そなたの衣装を切り裂いたのも彼の差し金）を次々に潰し今日子を史上最年少のプリズムクイーンに登り詰めさせた。
やがてケイ、今日子のもとを去った欽太郎は、現在はプリズムジャンプ至上主義のプリズムショー界への復讐をもくろみ、プリズムアクト復権を目指してシンフォニアセレクションを開催し持ち合わせのシンフォニアシリーズのプリズムストーンを賞品として贈呈しているが、かつて自身がデザインしたシンフォニアシリーズの一つを失っており部下に捜索を命じると共に自らもドン・ボンビーを装い着々とプリズムショー界を影で操っていた。
第38話におけるロードトゥシンフォニアで正体を明かした後は、シンフォニアドレスに魅入られた春音あいらを手中に収め、MARsをシンフォニア財団に移籍させるだけでなく、新たなシンフォニアセレクションを開催し、MARs（特に春音あいら）への挑戦で敗れた者はシンフォニア財団に所属してもらう事をマスコミに宣言する。後にMARsとの挑戦に敗れたSERENON with KやLOVE-MIXもシンフォニア財団に移籍させた。ショウとユンスがリメイクしたシンフォニアドレスで、Prizmmy☆（後にシンフォニア財団に移籍）がMARsに挑戦するも僅差で敗れるが、結果的に欽太郎に不安を与えた。そして、PURETTYとの最終戦で、MARsが敗れ、欽太郎は敗北の屈辱を味わい、移籍した者たちを解放するが、プリズムショー界をこの世から失くすために自分の娘である今日子を貶めプリズムショーが金で仕組まれたエンタティメントであることを世間に公表した後に、発作で倒れて入院を余儀なくする。その後、一時的に植物状態になっていたが、一命を取り留めた。
49〜50話においてグレイトフルシンフォニアの最終楽章で再び姿を現し、かつてはプリズムアクト完成という理想を求めるも世間から「変わり者と後ろ指を指され」淘汰されてきた自らの経験から「ナンバーワンという強者を決めることで人々が傷つき憎悪や孤独が生まれる」光景を作り上げて、自らの望む『未来を否定して美しい過去を永遠に続ける結末』にしようと諮るも、それをきっかけにプリズムスターの果たすべき役目を思い起こしたみあが決起、「皆を未来へ連れていく」という仲間の喜びや悲しみにも報いる一番になることを決意してヘインを未来の扉へと送り出したことで欽太郎の望む結末は破綻を起こし狼狽する。そしてみあ達とヘイン達が終幕のプリズムアクト『ディアマイフューチャー』で見せた輝かしい未来の光景、そして輝かしき笑顔に感化された事で自分の過ちを認め、「すまない」と今日子たちに謝罪した。その後はケイの元で農夫人生を歩んでいる模様であり、歌を口ずさみながらくわを振って畑を耕していた。
ドン・ボンビー
欽太郎が正体を隠しプリティートップに潜り込むために変装した姿。ノーギャラで今日子が雇ったプリティートップのMCで、プリズムショーの司会・進行役。一人称は「ぼくちん」。毎回非常にテンションが高い司会・進行を行い、アフロヘアーの髪型にサングラスをかけているエキセントリックな外見が特徴。かつてはデザイナーを通じ赤井めが姉ぇとも知り合いだったが彼女の前では才能が無くデザイナーを止めてしまったと答えている。司会以外にもマジカルみおんのプロデューサーやプリズム動物の園長も難なく務めている。また言葉の通訳では女装し「戸田ボビ子」と名乗っていた。チェギョンの母である大女優・ミョンジャを引き合いに出して、チェギョンが女優を志願するならばプリズムショーを捨てるようにと決断をせまる非情な一面を兼ね備えているが、病気の今日子におかゆを作る気遣う思いやりも見せている。
今日子曰く、司会は無償で引き受けているとのことであるがプリズムクイーンシリーズに比して世間の注目度が低いシンフォニアセレクションにPrizmmy☆やPURETTYらの新人プリズムスタァを参加させるべく暗躍しており、怪しげな変装をして用意周到に今日子を福引で温泉旅館に誘い出し、貸切で温泉合宿からライブステージの舞台まで用意してしまうなど、何かと謎が多い正体不明の人物だったが、第38話のロードトゥシンフォニアで正体を明かしシンフォニアドレスに魅入られた春音あいらを手中に収めMARsをシンフォニア財団に移籍させた。現在はその衣装とカツラをカカシに転用している。

### グレイトフルシンフォニアに関わる人物
ケイ
声 - 沢海陽子
かつて「幻のジャンプ」と言われるオーロラライジングを考案したとされる女性ダンス指導者。今日子は離婚した前夫との、純は後に再婚した夫との子供に当たる。今日子に半ば挑発される形でプリズムクイーンの座を賭けた再戦に駆り立てられてオーロラライジングの伝授を希望したそなたに対し、ジャンプの成功と引き換えに大きな代償を支払うリスクがあることを警告するが、そなたの熱意に押され弟子入りを認め、オーロラライジングを伝授した。その特訓は、アンディの導きでそなたの過去を見たベアチが目を背けるほどに厳しく過酷だった。結果として、そなたがジャンプの成功と引き換えに支払った代償は、自分の家族であった。
そなたの失踪後も舞台裏で暗躍を続けており、第25話ではランドマークプラザでMARsのプリズショーと終演後にりずむがオーロラライジングに初めて挑み、失敗するまでの一部始終を見届けていた。第37話ではハイヒールカップでかなめが未完成バージョンのオーロラライジングを発動させたのに呼応し、自身の邸宅で「時は来たれり」と真のオーロラライジング完成が近いことを示唆した。
その後、りずむにオーロラライジングを伝授するため、「心を捨てろ」と指導し、りずむの心に闇を植えつけ、あいらを憎ませたなど結果的に長年りずむを苦しめた張本人である。
DMFでは今日子と純に対して、自分の前夫で今日子の実父である阿世知欽太郎がグレイトフルシンフォニア実現の為にシンフォニアセレクションを開催して暗躍していると警告を発している。その後は欽太郎を改心させた後、彼を農夫として働かせており、「時は満ちたり」と笑みを浮かべていた。
ミョンジャ
声 - 日高のり子
DMF第40話に登場（第23話以前はユンスの回想として登場）。元大女優で、若くして引退した。チェギョンとユンスの母親。欽太郎の元恋人で、ケイの知人。当時ケイとプリズムショーに魅了された欽太郎から女優を辞めプリズムスターになって欲しいと頼まれるが、ケイとプリズムスターにしか頭にない欽太郎に見切りをつけ彼の元から去っていた。それから数年後、最愛の男性と知り合い再婚しチェギョンとユンスを儲ける。現在は欽太郎を恨むことなくいい思い出となっている。

### その他の人物（AD/DMF）
春音 ヒロシ（はるね ヒロシ）
声 - 佐々木望
あいらの父。ケーキショップ『Haru no Soraoto』の店主。妻・おみからは「ヒロくん」と呼ばれている。
娘のあいらを溺愛しているが、服のセンスが悪く、フリルやレースといった自分の勝手な趣味をあいらに押し付けている。しかし、妻には頭が上がらない。あいらには必ず家業のケーキ屋を継がせると決めていて、子供たちがプリズムショーに興味を持つことを非常に嫌がっている。あいらがプリズムスターになることにも猛反対するが、妻の説得もあり、彼があいらに押し付けた無理難題の条件をあいらが見事にクリアしたこともあって、あいらの才能を少しだけ認めた様子（第5話）。とはいえ、その後も事あるごとにあいらが早く引退するように願い、テレビ局のMARsの楽屋に忍び込んであいら用の衣装をすり替えたり、生放送の収録に乱入したりと、威力業務妨害とも取れる行為に及ぶこともある。
いつまでも子供だと思っていたあいらが日ごとに魅力的な大人の女性へと成長しつつある現実を素直に受け入れることができず、戸惑いを隠しきれない複雑な状況が続いている。また、妻がりずむの父と仲が良いのを気に入らず、事あるごとにりずむの父と張り合おうとしている。さらに、あいらとショウの仲の良さにも嫉妬していて、ショウから「お父さん」と呼ばれただけで「お前にお父さんと呼ばれる筋合いはない!!」と逆上したこともある。しかし、少なくともあいらに対する彼の愛情は本物で、あいらがサマークイーンカップで敗れた際には、あえて慰めようとはせず、そっとしておこうと家族に提案したこともあった。また、Callingsが雑誌などで『Haru no Soraoto』の宣伝をしてくれたことで客の数が急増したことには感謝をしている。
ディアマイフューチャーではあいらといつきが帰宅した際に一瞬登場している。
春音 おみ（はるね おみ）
声 - 日髙のり子
あいらの母。一人称は「私」。夫と共にケーキショップ『Haru no Soraoto』を営んでいる。なお、本人曰く家計は苦しいとのこと。
悪趣味で浪費癖のある夫の暴走を抑えるブレーキ役で、あいらの良き理解者。あいらの母らしく服をリメイクできる技術を持っており、ヒロシがあいら用に買ってきたセンスに欠けた服を、妹のうるとえるに似合う洋服へとリメイクしたことがある。プリズムショーの嫌いな夫・ヒロシに口止めされて長く秘密にしていたが、かつてプリズムショーの世界でスタイリストをしていた過去があり、第6話ではりずむの両親と旧知の仲であったことが明かされた。彼女がケーキ屋のヒロシと出逢って結婚した経緯は不明。行方不明になった旧友の娘であるりずむに、かつての旧友の面影を重ねて見ている様子がある。
ディアマイフューチャーではあいらといつきが帰宅した際に一瞬登場している。
神崎 そなた（かんざき そなた）
声 - 桑島法子 / 伊藤かな恵（回想時）
「幻のプリズムジャンプ」とされる前人未到の大技・オーロラライジングを跳んだ伝説のプリズムクイーン。ゲームとりぼん版の設定はほぼ共通しており故人として扱われているが、アニメ第1期では設定が大きく異なり12年間の失踪状態を経て再び表舞台に姿を表している。以下の解説は、アニメ版における設定である。
12年前のチャンピオンシップで幻のジャンプ・オーロラライジングを飛び、伝説的存在となったプリズムクイーン。現在のところ、彼女の他にオーロラライジングを飛んだプリズムスターは存在しないとされる。
かつて、後にプリティートップ社長となる阿世知今日子とプリズムクイーンの座を賭けてライバル関係に在り、一度は今日子に敗れてクイーンの栄冠を逃す。同じ時期に、かねてから交際していた同じ事務所に所属する売れないアイドルであった天宮龍太郎と極秘に入籍し、娘・りずむを授かるがスキャンダル化を恐れた事務所から謹慎を言い渡され、プリズムスターの一線を退くことになった。しかし、家族3人のささやかながら幸せな生活の中に在ってもプリズムクイーンの座を諦めることは出来ず、また今日子が自身との再戦を強く望んでいることを知り、夫の龍太郎の制止を振り切って現役復帰を決意する。
チャンピオンシップで実現した今日子との再戦において「幻のジャンプ」と言われるオーロラライジングを飛び、念願だったプリズムクイーンの称号を手にした。この際、りぼん版とは異なりりずむに対する育児放棄状態を巡って龍太郎との間に確執が生じていたことが原因で、龍太郎とりずむはチャンピオンシップを会場ではなくテレビを通じて観戦している。
しかし、激戦に備えた過酷な訓練の積み重ねが身体に深刻なダメージを及ぼし、オーロラライジングのために家族を犠牲にしたことに対する自責の念から心にも大きな傷を負ってしまうに至った。オーロラライジングを達成させた代償として、家族を失ってしまった事を悟ったそなたは夫と娘に何も告げないまま姿を消し、10年以上もその足取りは不明のままであったが、日本で消息不明となった後にロシアへ渡りサーカス団のブランコ曲芸師へ転身していたことが第36話で明らかになる。サーカス団に所属していた際よりかなめの保護者となっており、孤児のかなめに自分のことを「マーマ」と呼ばせている。ハイヒールカップ開催に際してせれのんの特任コーチとして招請され、かなめを連れて12年振りに日本へ帰国するが普段は髪を金色に染めて変装しており、そなたの正体に気づいているのは国立代々木競技場の前でオープンカーを走らせる姿を一瞬だけ目撃したかつてのライバル・今日子らごく少人数に留まっている。ハイヒールカップではせれのんに加わる形でプリズムスターとしてデビューしたかなめに対し、フィニッシュ寸前に未完成のオーロラライジングを発動するよう合図を出して演技の完成を妨害し5位に終わらせるなど、その行動目的は謎に包まれている。
りずむが大事にしている熊のぬいぐるみ・アンディは、りずむが生まれる前にそなたが作った手製であり、りずむにとっては母が残した大事な思い出の品となっている。その後、りずむとヒビキが結婚した後、2人のハネムーンに同行した。
天宮 龍太郎（あまみや りゅうたろう）
声 - 乃村健次
りぼん版にもりずむの父（名前不詳）は登場するが、芸能人ではなく一般人であり、登場機会はアニメに比べて少ない。従って、以下はアニメにおける設定である。
一人称は「俺」。成功はしなかったものの、かつてアイドルを目指していたという派手好きな男性。1970年式のアメリカ製のオープンカーを乗り回すファンキーな性格の持ち主で、娘のりずむからも恥ずかしがられてしまう事が多いが、根は真面目な人物で、りずむが幼い頃にオーロラライジング完成への執念からりずむを顧みなくなってしまったそなたと確執を抱えていた時期もあった。りずむが成長し、オーロラライジングを飛ぶ為にプリズムスターを志願していることを打ち明けられた当初は強く反対していたが、りずむの決意が固いことに折れてプリティートップのダンススクール入学を認めた経緯がある。しかし、プリティートップ社長の今日子に対してはそなたの現役復帰を煽ってオーロラライジングに駆り立て、りずむに淋しい思いをさせた元凶として憎悪していたが、そなたとの復縁後に和解した。養子となったかなめとの仲も良好である。
おみとはかつて同じ事務所に所属していた同僚であり、娘を通じて再会してからは再び親しい関係になっている（第6話）。あいらの父とは喧嘩友達のような関係になっている。その後、りずむとヒビキが結婚した後、2人のハネムーンに同行した。この時、りずむの妹を抱えていた。
MCタッキー（エムシータッキー）
声 - 竹谷祥
AD第37話から登場。プリズム業界公認の報道リポーターで、ハイヒールカップの司会なども務めた。独特の衣装にヘッドマイクとラビチ型ポシェットを常に身に付けている。実際にゲーム大会で「タッキー」として司会進行役を務めている竹谷祥本人がモデル。

### オーロラドリームのみ登場
春音 うる（はるね うる）、春音 える（はるね える）
声 - 中嶋アキ （うる）、中嶋ヒロ（える）
春音家の双子。5歳。うるは次女で服がオレンジ色の方で、一人称は「うる」。えるとは双子の姉に当たり。えるは三女で服が黄色の方で、一人称は「える」。うるとは双子の妹に当たり、あいらのことを「お姉ちゃま」と呼んでいる。
なつき
声 - 前島亜美
アニメAD第6話に登場。桐子の娘で、みおんのファン。箱根ツアーで知り合った気が強い少女。母が忙しく構って貰えないなどの寂しさから拗ねていたが、元々洋服に興味がありプリズムストーンを通してあいらやりずむと仲良しになりプリズムスターになる夢を持った。
桐子（きりこ）
声 - 青山桐子
アニメAD第6話に登場。なつきの母で、会社の社長。多忙の生活を送り娘には寂しい思いをさせていた。いつも寂しい思いをさせてしまった娘のために車の故障のトラブルもあったが、何とか箱根ツアーの会場にかけつけた。
プロデューサー
声 - 青山穣
Callingsの看板番組「Go! Go! Callings」のプロデューサー。おかっぱ頭にメガネをかけている男性。常にハイテンションで逆さ読みの業界用語をまくし立てる為、あいらとりずむは芸能界のキャリアがあるみおんを通じてでないと何を言っているのか理解することが出来ない。
ディレクター
声 - 金谷ヒデユキ
プロデューサーの後ろに控えている無精ひげの生えた気の弱い青年。MARsの芸能界デビュー初仕事となった第23話の「Go! Go! Callings」生放送時はADであったが、この回の放送が好評を博し第27話のサイパンロケ収録時にはディレクターへ昇格している。
くちばし
声 - 中嶋ヒロ
アニメAD第27話に登場。南国の海で出会った伝説のハートイルカ（ハシナガイルカ）。罠にかかり苦しんでいた所をりずむとみおんに助けられ、それ以来あいらたちに懐いた。さらに本編で唯一あいらたちのプリズムジャンプとくちばし達のイルカダンスによるコラボを披露した。その後親イルカが迎えに来た事で、あいらたちと別れイルカ達の群れに帰っていった。なお通常のイルカと同様人語を話す事は出来ない。
ユリ
声 - 藤村歩
「ハリケーン・ユリ」の異名を取る新進気鋭のヒップホップダンサー。みおんがニューヨークで暮らしていた頃に通っていたダンススクールの先輩に当たり、父親が来日した際に同行して旧友であるみおんを訪ねる。この際、みおんの提案でハイヒールカップに向けた振付指導を引き受けるが、あくまで自作の振り付けにこだわるりずむの反発を招きりずむとみおんの喧嘩になってしまったことからみおんにチームワークの大切さを思い出させるべくストリートボール（3on3）での勝負を申し出る。
一徹（いってつ）
声 - 島田敏
アニメAD第28話に登場。カレー店を営む頑固親父。客にも容赦ない性格ではあるが40年のキャリアを持つプロ。テレビ取材に受ける気は当初なかったが一度きりと思い受けたが、取材人に馬鹿にされていると思い込みグルメリポータに来たプロデューサーやあいらたちの話に一切耳をかさず怒鳴るか罵倒するかだった。しかしみおんだけは耳を傾け心情を語り現状では客足も少なくなり店を閉める決意をみおんに話すが、一徹の事情を知ったみおんは着るのを嫌がっていたメイド服に着替え自分が変わらなければ進めない事をみおんから教えられる。それ以来メイドも受け入れ店は大盛況となりあいらたちとも親しくなり最後にかんきあまって涙を流しみおんに礼を言った。
中山 しずこ（なかやま しずこ）
声 - 京田尚子
アニメAD第32話に登場。東京漫才の大御所しずこ師匠。三味線を使った独特の話術をする上方漫才の大ベテランで、セレナとかのんに深く関わる人物。
セレナとかのんの漫才師としての才能を見極めるが、2人には技術や理論に基き過ぎてお客の顔を忘れてしまい対話として成り立っていないため2人を観光ガイドをさせ一人一人のお客の顔を覚えさせ対話を身につけさせた。その後引退公演を最後にセレナとかのんを弟子と認め漫才業界から引退した。
夢子（ゆめこ）
アニメAD第32話に登場。しずこ師匠の唯一の弟子。50年前にしずこ師匠とコンビを組み「可愛し娘」として一世を風靡したが、当時しずこ師匠はテレビの世界へ進む決意を持ち、その反面夢子は劇場に残るなど互いの意見のすれ違いからコンビ解散へと至り解散した翌年に漫談中に倒れ息を引き取った。それ以来しずこ師匠の心に暗い影を落とし一切弟子を取らなくなった。
水沢（みずさわ）
声 - 千田光男
アニメAD第32話に登場。しずこ師匠の古くからの友人で、浅草観光シルバー会のリーダー的な存在。しずこ師匠と夢子の関係を唯一知る人物でもある。
一條 ナナ（いちじょう ナナ）
声 - 中原麻衣
アニメAD第34話に登場。あいらの最大のライバル。ショウの主演映画でヒロイン役として共演となったアイドルスターの女優で、ショウに好意を持っていた。カメラの前では何時もスマイルでいるが、本性はプライドも高く嫉妬深い。ショウがなかなか振り向いてくれないためスキャンダルをでっち上げあいらにはショウに近づくなと手回しをした。さらにマスコミ関係者にショウとの交際宣言をした事で、ショウやあいらを窮地に追い込んだ。しかしあいらがショウに想う強烈なスターオーラを魅せられショウにもあっさりと振られた事で、已む無く身を引き別の男に乗り換えた。
サンタ先生（サンタせんせい）
声 - 茶風林
アニメAD第38話に登場。あいらの妹うる、えるがお世話になっている幼稚園の園長先生。温厚で優しい年配の先生。容姿がサンタクロースに似ている。
海斗（かいと）
声 - 桑島法子
アニメAD第38話に登場。サンター先生のいる幼稚園の園児。父親の仕事の都合で春に引越して来て、一時的にサンター先生の入る幼稚園でお世話になっていたが、父親の仕事が片付いたためクリスマスが過ぎたら沖縄に戻る事になっていた。おばあちゃん子だった海斗は生まれてから雪を見た事もなく、亡くなる前おばあちゃん（声 - 前田敏子）からクリスマスイブに降る雪はおばあちゃんからのクリスマスプレゼントだかと聞かされクリスマスイブに雪が降るのを楽しみにしていたが、最後の最後で願いが叶い雪を見る事ができた。
富樫 かりな（とがし かりな）
声 - 大原さやか
アニメAD第40話に登場。現プリズムクイーン。神崎そなた・阿世知今日子の二強時代が終わりを告げた後に新進気鋭のプリズムスターとして台頭し、ピュアフレッシュウェディングカップで今日子と初めての直接対決の機会に恵まれるが、そなたの失踪後に現役を続ける意欲を失っていた今日子は合同記者会見で現役引退と出場辞退を表明してしまう。以後、プリズムクイーンカップに9年連続で出場し5回の栄冠を手にする他を寄せ付けない圧倒的な実力でクイーンの地位に在ったが、みおんのソロデビュー戦となるニューイヤーカップに急遽、参戦する。みおんが世代交替を印象付ける優勝を飾った後、ピュアフレッシュウェディングコーデをみおんに託して自身の婚約を発表し、現役を引退した。
城之内 スティーブン（じょうのうち スティーブン）
声 - てらそままさき
セレナの父。アニメAD第37話で登場。フランス人。大阪に本社を置く巨大多国籍企業の最高経営責任者（CEO）で、低姿勢がモットーの商売人だがグループの実権は妻のかれんが掌握しており、婿養子の為に肩身が狭い思いをしている。
ピエトロ・高峰（ピエトロ たかみね）
声 - 関俊彦
みおんの父。みおんが親元を離れ読者モデルとしてデビューして以降も多忙な日々を過ごし、なかなか日本に帰国することが叶わない様子が第16話で描かれていたが、第45話では純の計らいでみおんの出生地・ブエノスアイレスで娘と再会し久々に家族水入らずの時間を過ごした。
高峰 あんな（たかみね あんな）
声 - 佐久間レイ
みおんの母。みおんの幼少期から夫のピエトロと共に仕事で世界各地を転々としている。

#### ちゃお版初出の人物
以下はちゃお版を初出とする人物である。
南梨 ふれあ（なんり ふれあ）
声 - 福原香織
主人公。あいらたちと同じ中学2年生で、父親の転勤に伴い1学期の途中で横浜へ引っ越して来た少女。あいらたちとは別の中学校に通っている。
横浜へ引っ越して来た直後にPrism Stoneで新人プリズムスターのあいらと出会い、仲良くなった。やがて、ショウから卓越した色彩感覚を見出され、Prism Stone主催のファッションコンテスト応募を薦められたことを契機として本格的にファッションデザイナーを志すようになり、あいらとりずむの協力を得てファッション同好会を設立する。裁縫が得意。料理の才能には欠ける。
アニメではAD第31話に登場。漫画には登場していない室内犬のリオ（声 - 千葉進歩）をペットとして飼っており、いつもスポーツバッグに入れて連れ歩いている。
ふれあの母
声 - 寺谷美香
アニメではAD第31話に登場。娘のふれあにケーキのお使いを頼んだのが、ふれあがあいらの自宅を訪ねる契機となった。髪型はふれあに似たショート系のおかっぱ頭。
なのか
ふれあが転校前に通っていた中学の元同級生。ツーサイドアップの髪型が特徴。同じ班で家庭科の課題であるエプロンの製作を共同で行なっていたが、直前まで転校を告げなかったふれあに反発を覚えて疎遠になっていた。しかし、転校当日にふれあの作ったエプロンを受け取って和解し、文通を続けている。
なずな
ふれあが転校前に通っていた中学の元同級生。セミロングの黒髪が特徴。ふれあ・なのかと同じ班で家庭科の課題に取り組んでいた。ファッションの流行を追いかけるのが趣味で、横浜に開店したPrism Stoneに一度は行ってみたいと思っている。
咲坂 冬真（さきさか とうま）
ふれあが設立したファッション同好会の部室に割り当てられた空き教室でいつも時間を潰している男子生徒。プリティートップのダンススクールに通っており、ショウが一目置く実力を持っている。Calling結成前にメンバーの最終候補となっていたが、事故で負傷したことが原因で結成時の正規メンバーには選ばれなかった。既に事故で負った怪我は完治しており、ダンスは問題無く踊れるがスクールには顔を出さなくなり自暴自棄気味の日々を過ごしている。

#### 特別出演
植田 萌子（うえだ もえこ）
声 - 植田萌子
紺野 あさ美（こんの あさみ）
声 - 紺野あさ美
両名ともテレビ東京所属のアナウンサー。アニメAD第39話に登場。新春特番の司会進行役。共に、本人が自分の役を演じている。

### ディアマイフューチャーのみ登場
かりんの弟たち
声 - 青山桐子（一郎）、中嶋アキ（三郎）、中嶋ヒロ（八兵衛）
アニメDMF第17話に登場したかりんの弟たち。全員同じ坊主頭の八つ子で、姉のかりん以外には区別ができない。長男から七男までは順に一郎・二郎・三郎・四郎・五郎・六郎・七郎だが、末の弟だけは八郎でなく「八兵衛（はちべえ）」と名付けられており、『水戸黄門』のうっかり八兵衛と同じく“うっかり”なキャラとされている。
柳 一二三（やなぎ ひふみ）
声 - 宇垣秀成
DMF第27話に登場。ゆきえの夫。若い頃にゆきえのお屋敷に仕えていた元執事。結婚50周年の金婚式を迎える柳夫妻に、にれいな達（Sprouts）がプリズムショーでお祝いした。若い時の顔立ちが、いつきと似ている。
柳 ゆきえ（やなぎ ゆきえ）
声 - 小林希唯
DMF第27話に登場。一二三の妻。70歳。元令嬢の娘で、50年前の元プリズムスター。当時プリズムスターを目指していたが、一二三との恋愛が発覚したためプリズムショー界から引退を余儀なくした。その後お屋敷を出て一二三と婚約する道を選んだ。若い時の顔立ちが、れいなと似ている。
夢美（ゆめみ）
声 - 大坪由佳
DMF第31話に登場。みあ達（COSMOs）に弟子入り志願した少女。転校したばっかりで、最初は誰からも注目してもらえなくて寂しい思いをしていた。それで皆から注目して目立とうとプリズムスターになる夢を偽ったが、あいらに見抜かれみあ達に夢の大切さを教えられる。ファッションセンスや運動、歌に関して全てに対して音痴だが、星に詳しい。趣味は天体望遠鏡で星を見ること。
広潤 友（ひろみ ゆう）
声 - 坂口大助
DMF第32話に登場。マネージャー見習いで、当時MARsの大ファンで追っかけをしていた。眼鏡を掛けた小太りの男性で、サラリーマン風な容姿をしている。鉄道オタクだが相手を気遣う優しい心を持つ。自分の本当の居場所を探すため自分探しをしていたが、しおのとまひろと一緒にプリズムショーをやる事を決めウィンドビレッチ風の村に残る事を決めた。声質が力士の声に少し似ている。重要な事はメモする癖がある。
しおの
声 - 田村睦心
DMF第32話に登場。ペンションを営む13歳の少女。Prizmmy☆の大ファンで、まひろのライバル。夢はプリズムスターになること。まひろとは互いに言い争う仲だったが、広潤友に大切な事を教えられまひろと和解へと至った。その後まひろとユニットを組みプリズムスターの道を進んだ。ウィンドビレッチ風の村出身。20年程前に話題になったリゾート土地で、当時風力発電が珍しかった頃は観光客もそれなりに来てくれたが今はサッパリで、アリーナも15年前（当時今日子がアリーナで、プリズムショーをしている時に風が強すぎて今日子が吹き飛ばされた経験があった）に一度しか使われていなかった。
まひろ
声 - 中嶋ヒロ
DMF第32話に登場。ペンションを営む13歳の少女。PURETTYの大ファンで、しおののライバル。夢はプリズムスターになること。しおのと和解した後は、しおのとユニットを組みプリズムスターの道を進む。ウィンドビレッチ風の村出身。
塩谷（しおたに）
声 - 野島裕史（子供時代 - 津田美波）
DMF第33話に登場。レストラン塩谷の店主（シェフ）。くるみの幼馴染で、ジェウンに言われるまではくるみが好きだった事に気づかなかった。店に客が来ないため店を閉める事を考えていたが、くるみとの店の雰囲気が原因とジェウンに指摘をうける。その後ジェウン達（Sprouts）の後押しで、くるみにプロポーズを成功させ店は大繁盛となった。幼い頃はくるみに「けんちゃん」と呼ばれていた。
くるみ
声 - 柚木涼香（子供時代 - 大久保瑠美）
DMF第33話に登場。レストラン塩谷の店員。塩谷の幼馴染。気が短く喧嘩早い。塩谷とは顔を合わせる度に喧嘩する仲だったが、塩谷のプロポーズを受け晴れて結ばれる。塩谷が作った思い出の半熟オムレツが好き。幼い頃の髪型はポニーテール。
檀  すみ子（だん すみこ）
声 - 神代知衣
DMF第34話に登場。現役の小学校の先生。みあが小学1年生の時の担任の先生で、当時ヘインもその学校に1学期だけ通っていた。肥満体形の女性で、昔はスマートだった。体育の授業でダンスが必修になった事で、肥満体形のため踊れずにどう教えていいか分からずてんてこまいになり、それ以来ダンスに関する全て物を嫌いになっていたが、誰もいない場所で一人でダンス練習をしていた。幼い頃みあが逆上がりの練習で、檀先生が応援で言った「旨くなくたっていい頑張った事が素敵なの」言葉をみあが話し聞かせた。その後旨く踊る必要がない事に気づき楽しく踊る子供たちを見守る事が一番の幸せだとみあに気づかされる。プリズムショーは知らない。相手を追い出す時は力士の「張り手」を使う。泳げない。

## レインボーライブ/KING OF PRISM
以下の主要人物についてはプリティーリズムのプレイヤーキャラクター#レインボーライブスターズを参照。ハッピーレイン♪とベルローズの7人＝なる（Naru）、あん（Ann）、いと（Ito）、りんね（Rinne）、べる（Bell）、おとは（Otoha）、わかな（Wakana）のイニシャルを繋げると"RAINBOW"になる。
ハッピーレイン♪
- 彩瀬なる（声 - 加藤英美里）
- 福原あん（声 - 芹澤優）
- 涼野いと（声 - 小松未可子）
- りんね（声 - 佐倉綾音）

ベルローズ
- 蓮城寺べる（声 - 戸松遥）
- 小鳥遊おとは（声 - 後藤沙緒里）
- 森園わかな（声 - 内田真礼）

その他のプレイヤーキャラクター
- 天羽ジュネ（声 - 宍戸留美）
- 北条コスモ（声 - 山本希望）

### Prism Stoneの関係者
荊 千里（いばら ちさと）
声 - 神代知衣
ファッションブランドショップ「プリズムストーン」のオーナー。モモの表の顔でりんねの保護者。普段は比較的きれいな声だが、焦るとだみ声になるとともに語尾に「もも」と付けて話すようになる。なると出会った当初は一切興味を示さなかったが、なるの秘めた能力を目の当たりして、彼女を店長へと迎え入れた。ピコックからの命令によりりんねにプリズムショーをしないようにと、きつく言い渡している。
実はCooが作ったアンドロイドにモモが乗り込んでいる姿である。一人称は「私」。
モモ
千里の真の姿。一人称は「あちし」。ピンクのペンギンのような姿をしている（あん曰く「ピンクの河童」。なるからは「タヌキ」、ゲーム版ではみあから「妖怪」、あいらから「ブタ」と呼ばれるなど、プリズムスタァからペンギン扱いされていない。ただしヘインからは、「ペンギン先生」に似ていると言われた）。語尾に「もも」と付けて話す。当初なるたちには千里のパートナーであると説明したが、後に千里はCooが作ったアンドロイドにモモが乗り込んでいる姿であることが判明した。自らを「プリズム空間から来た」と称しており謎が多い。ケーキや甘い物が好物。
指導者としては有能とは言い難いが、「セブンスコーデを超える」という意気込みで製作したハッピーレインのステージ衣装はめが姉ぇから高い評価を受けている。また思春期の少女たちの悩みや弱さを見抜き、それを解消してやるべく助言を与える事もある。ただし調子に乗りやすい性格（ゲーム版ではペンギン先生から「いい性格しているわね」と言われた）で、その上非常に大切なセブンスコーデなどの知識もど忘れしており、めが姉ぇからは呆れられた。さらにあんが作ったスイーツを盗み食いする癖があり、彼女からお仕置きを受ける事も多くなっている。コーデデザインとしてはめが姉ぇから一目置かれており、半年ごとにプリズムストーンの業績をまとめた申告書をめが姉ぇに提出している。
「オーバー・ザ・レインボーセッション」でプリズムの煌きが失われた直後は「うちに帰れなくなった」と泣き崩れていたが、なるが困難な状況下でプリズムショーを行うと言ったことに奮起。「伝説は若者によって作り変えられるもの」と言いながら、短時間でなるのステージ衣装を作り上げた。

DJ.Coo（ディージェー・クウ）　/ 黒川 冷（くろかわ れい）
声 - 森久保祥太郎
通称「クウ」。神奈川県横浜市出身 8月8日生まれの血液型はO型。ファッションブランドショップ「プリズムストーン」の運営兼MCで、店の経理などを一手に引き受けるモモの右腕的存在。一人称は「ミー」。。白く染めた腰丈のロングヘアにアポロキャップを被り、常にサングラスを着用。さらに黒系の上下に真っ赤なジャケットと服装は非常に派手。しかしその言動には一本筋が通っており、なるたちに有効な助言をすることも多い。仕事ぶりも真面目かつ正確で、クセのある「プリズムストーン」のメンバーの中では常識人。どのような経緯でオーナーのモモと関わったのかは不明である。
プリズムショーのステージに変形する巨大トレーラーや、モモが乗り込んでいるアンドロイド（千里）を設計するなどメカニックにも精通している。さらに運動神経も抜群で、プリズムジャンプに失敗して落下しそうになったべるを華麗なステップで抱き止めたり、あんの和菓子屋の宣伝でりんねと共に活躍した事もある。
その正体はかつて氷室聖や法月仁と共にプリズムキングの座を掛けて争った男子プリズムスタァで、ストリート系のカリスマ的存在であった黒川冷である。過去に行なわれた「プリズムキングカップ・フライ・スカイハイセッション」の3強の1人。当時はパンクファッションをしており、傍らにはモモをペアともとして連れていた。カヅキにとって憧れの存在であり、カヅキは彼を真似して髪を白く染めている。
元々は横浜の大黒埠頭あたりで寄り集まっていた不良だったが、工業高校時代の恩師である教師との出会いによって更生することとなり、彼女の教えでプリズムショーの世界へと足を踏み入れることとなった。当初はストリートで活躍をする一般のダンサーで、自分が正しいと思ったプリズムショーを高架下でやっていただけだったが、プリズムスタァである聖の事を倒すべきライバルと認識した。彼と対決をするべく、プロの世界へと入る決意をする。そして「プリズムキングカップ・フライ・スカイハイセッション」では、自由なスタイルを生かしたプリズムショーを見せ、聖でさえも危機感を抱く程の実力を見せたが、ブレード以外で接地していると仁が難癖をつけた結果、高得点までには至らなかった（実際は宙を浮いていただけで、接地はしていなかった）。その後、聖がキング決定戦に参加できなくなり、聖と戦えなくなったのを知った結果、自ら大会を棄権し、プリズムショーもやめてしまい、モモへの恩返しのために今度はモモの夢をかなえようと、プリズムワールドの力も借りつつ、「プリズムストーン」を開店させていった。大会後、聖の怪我を不審に思って独自に調査した結果、仁の手下から真実を聞き出していたが、プリズムキングの名を汚したくなかったために、やむなく公表はしなかった。
聖とジュネの熱愛報道を、ジュネやハッピーレインを「オーバー・ザ・レインボーセッション」に出られなくすべく、仁がでっち上げた嘘であると見破り、モモと共に独自で調査を行う。真相を告白したヒロのライブが終わった後、彼のプライベートをマスコミに暴露すると言い出した仁の卑劣さに激怒して殴りつけ、過去に仁が聖に行った行為の証拠をなるたちの前で見せる。

### ペアとも
ペンギンのような姿をした不思議な小鳥。初登場時は卵（ピコックを除く）で、パートナーと遭遇すると卵から孵る。コーデ時にはプリズムストーン（それぞれの色に対応したセブンスコーデが入ったチャームストーン）へ、プリズムライブ時にはそれぞれ楽器へと姿を変えることができる。自宅で飼えない場合はスマートポッドショット（作品世界での携帯通信機器）の中で飼うことが可能である。人間の言葉は喋れないが、言葉を理解することはできる。また、夢の中では会話することができる。
ラブリン
声 - エナポゥ
なるのペアとも。イメージカラーはライトピンク。腹部のハートマークの色はピンク。ギターに姿を変えることができる。言葉は「ラブ」「ラブリン」しか話せない。赤いミニリボン付きのピンク色のベレー帽がチャームポイント。パートナーのなるの事が大好きで、彼女がコウジへの思いを遂げられず、りんねに慰められながら泣いていたことに大きく心を痛めており、その時の心境を他のペアともに語っていた。夢の中での語尾に「○○ラブ」とつけて喋る。
ポップン
声 - 原紗友里
あんのペアとも。イメージカラーはライトブルー。腹部のハートマークの色は空色。（2本の）ドラムスティックへと姿を変えることができる。言葉は「ポ」「ポップン」しか話せない。空色のキャップ帽がチャームポイント。あんの手作りクッキーが好物で、ブタと言われると怒り出す。7匹のペアともの中では唯一まつげが描かれていない。夢の中での語尾に「○○ポプ」とつけて喋る。
クルン
声 - 山本希望
いとのペアとも。イメージカラーはライトパープル。腹部のハートマークの色は紫。キーボードへと姿を変えることができる。言葉は「ク」「クルン」しか話せない。紫色のとんがり帽子がチャームポイント。泣き虫だが、ペアともの中で一番大人で、クール。いととコウジの恋の動向を気にしている。夢の中での語尾に「○○クル」とつけて喋る。
セシニ
声 - 山本希望
第17話から登場。べるのペアとも。イメージカラーはローズピンク。腹部のハートマークの色はダークマゼンタ。バイオリンへと姿を変えることができる。言葉は「セシ」「セシニ」しか話せない。肩についている明るい紫色のリボンがチャームポイント。ペアともの中では最後に孵化したが、ペアとものグループでの会話ではリーダーを担う。卵としては第17話から登場しているが、べるの心の成長が伴っていなかったため、結局孵化しての正式登場は第25話からとなる。夢の中での語尾に「○○セシ」とつけて喋る。
エスニ
声 - エナポゥ
第16話から登場。わかなのペアとも。イメージカラーはライトグリーン。腹部のハートマークの色は濃い黄緑。（2本の）マレットへと姿を変えることができる。言葉は「エス」「エスニ」しか話せない。ピンク色のハチマキがチャームポイント。わかなと本質的に似ているらしく、ヒロ曰く「構って欲しそうなのに構うと怒る」。夢の中での一人称は「わたし」で語尾に「○○エス」とつけて喋る。
フェミニ
声 - 原紗友里
第15話から登場。おとはのペアとも。イメージカラーはライトイエロー。腹部のハートマークの色は黄色。サクソフォーンへと姿を変えることができる。言葉は「フェミ」「フェミニ」しか話せない。頭についてるマゼンタ色の大きなリボンがチャームポイント。パートナーのおとはと似ており、気弱で自己主張が苦手、威圧されるとすぐに彼女の後ろに隠れてしまう。夢の中での一人称は「わたし」で語尾に「○○フェミ」とつけて喋る。
スタン
声 - 伊藤かな恵
第20話から登場。ジュネ→りんねのペアとも。イメージカラーは白。腹部のハートマークの色は薄水色。頭に黄色い星型のような飾りが付いている。7匹のペアともの中では唯一二つのどれかの楽器に変身することができ、タクトまたはギターへと姿を変えることができる。言葉は「スタン」しか話せない。
ドラチ
声 - 緒方恵美
『SSS』9話より登場。アレクのペアとも。本名は「ドラゴン・ラブ・チンギスハン・ワイバーン・ウロボロス15世」。薄緑色のドラゴンのような姿をしており、RLのペアともたちとは違い、人語を話すことができる。好物はどら焼きで、コードのような形になっている尻尾はコンセントに差すと充電できる。
トラチ
声 - 渡部優衣
『SSS』12話で登場。タイガのペアとも。白虎のような姿をしており、頭頂部の黒毛が少しハネている。ドラチ同様、人語を話すことができる。

### Over The Rainbow
RL最終話で神浜コウジ・速水ヒロ・仁科カヅキの3人が結成したユニット。通称「オバレ」。
神浜 コウジ（みはま こうじ）
声 - 柿原徹也
RLのキャスト発表時には「神浜 幸司」と表記されていた。1月14日生まれのO型。東京都港区南青山出身。華京院学園の生徒で、RLの本編中では16歳。基本的に温厚な性格であるが、音楽に対する情熱は深い。いつもビルの屋上で歌っているが、その理由は「家で歌うと母親が悲しむから」。
カヅキとは幼馴染、ヒロとは元親友でライバル関係。母子家庭で育ち、多忙な母・奈津子に代わって家事全般を切り盛りしており、特に料理の腕前は一級品。元々は「エーデルローズ」のメンバーだったが、仁の策略でヒロに大きく裏切られた一件で「エーデルローズ」を去り、音楽からも遠ざかっていた。それが原因でヒロとは距離を置いていたが今は関係を修復している。エーデルローズに所属していた時に負った心の傷から公の場では絶対に歌わないと決め、一度はなるのマイソングの作曲の申し出を断るが、やがて彼女の純粋さに惹かれて曲を書いた。その後、ステージで極度の緊張から泣き出してしまったなるを救うべく歌い、その際に自分に未だ執着しているヒロに対し「もう逃げない」と言い放った。
ヒロが盗作した曲の著作権を巡る一件からいとを意識し、やがて彼女に告白するに至り、ハッピーレイン♪の曲を提供している。父の神浜丈幸に似ており、彼と重なる描写もしばしば見られる。いとのことをとても大切に想っており、北海道に引っ越す事を聞いた際はショックを受けている。愛用のギターは父の形見。
RL最終話でOver The Rainbowを結成し、新たにデビューを果たす。それと同時期に涼野一家とバンド活動を開始した。
『キンプリ』においては、一条シンにプリズムの煌めきを見出し、シンを鍛え自身の楽曲を手渡していき、多額の負債を抱えたエーデルローズを救うべくハリウッド映画の音楽を担当するべく渡米し、その間オバレは活動休止に追い込まれることになる。渡米後彼に会いに来たヒロを自分への甘えとして叱責して突き放すが、ヒロがプリズムキングに輝いた際には舞台上に応援に駆け付け、二人で抱き合った。その後オバレは復活した。
速水 ヒロ（はやみ ひろ）
声 - 前野智昭
華京院学園の生徒。コウジの元親友で、ライバル。「エーデルローズ」所属のミュージシャンで、仁の配下。10月10日生まれの血液型はAB型。美しいルックスで他校の女子生徒からも人気が高い。言葉使いは丁寧で、ダンスバトルの件ではカヅキの足の怪我を気遣う優しさもある。また、べるに対しては「主宰の操り人形は自分だけで良い」という思いから、彼女を仁の激しい仕打ちから守るために尽力している。
しかしエーデルローズに恩義があり、さらに仁の支配下にあったためその行動は冷酷そのもので、目的のためならば平然と汚い手段をも使ったり、他人の努力を踏み躙ることも辞さない卑劣な面も持ち合わせ、コウジがエーデルローズを去り、プリズムショーを嫌うようになった最大の原因でもある。
コウジがまだエーデルローズにいた時期、仁の指示で彼が作った曲を盗作して自身のデビュー曲にしようとした結果、コウジからは敬遠されている。しかし、ヒロ自身はコウジに対しては歪んだ感情を抱いており、彼を見下す発言はするものの、彼の作った曲を歌うのにふさわしいのは自分しかいないと思っている。
コウジの作詞した歌詞を奪うために、彼に好意を寄せているいとを利用することを画策し、コウジにいとの作詞した歌詞を自作の曲として盗作するという暗黙の脅しをかける形で、彼の歌詞を奪い、それを使ってアイドルデビューした。
なるにはコウジが曲を書いた相手として興味を持つようになっていたが、その後彼女やカヅキ・べるとの触れ合いを通して自らの過ちを悔いるようになり、引退覚悟でツアーファイナルのステージ上で、仁とエーデルローズに関する全ての悪事を暴露して謝罪した。その後、コウジ・カヅキとOver The Rainbowを結成して再デビューを果たす。
『キンプリ』では、オバレが活動休止になった後は一時的に芸能界から身を引きプリズムキングカップへの出場のための練習を行うことになるが、渡米したコウジに会いに行った際にひどく叱責されたことで奮起し、聖とリョウの下で練習に励む。結果としてプリズムキングカップで優勝し、オバレが再結成されることになる。
2015年発売のニンテンドー3DSソフト「プリパラでつかえるおしゃれアイテム1450!」ではプリティーリズムシリーズ初の男性プレイヤーキャラクターとして登場した。
仁科 カヅキ（にしな かづき）
声 - 増田俊樹
コウジの幼馴染で、あんの先輩。RLの本編中では16歳。黒川冷のファン。5月5日の血液型はA型。看板屋（塗装）の息子で、特技は絵を描くこと。東京都杉並区善福寺出身。両親はスペインの洞窟で遺跡の復旧作業をしており、今は一人暮らしである。幼少の頃からコウジと一緒にダンススクールに通っていたので、ダンスとスケボーが得意。コウジとは対照的で勝気で負けず嫌いなところがあり、小学生時代は学校一の暴れん坊だった。かつて中学卒業後にエーデルローズの入学試験を受けたことがあるが、面接の際に仁がひけらかすエリート主義と、自身の憧れの存在である黒川冷を見下した態度を目の当たりにしてエーデルローズに対して強い反感を抱き、「フリーダム」をアンチテーゼとして掲げている。テレビの取材を受けたことで、ストリート系ダンサーの旗手として協会にも知られている。
後輩のあんをとても可愛がっている。「ドリーミングセッション」では横断幕と福々堂の煎餅を持って応援に駆けつけた。また、悩み事があると真っ先に頼られるなどあんからの信頼も篤い。あん曰く「面倒見の良さが半端ない」。一度関わった人のことは仲間と呼び、とても大切にしている。
エーデルローズを辞めたコウジから自作の曲を多数貰っており、その中からアイドルソング系統の曲「Sweet time Cooking magic ～胸ペコなんです私って～」をあんにマイソングとして贈ったが、その曲の著作権がエーデルローズにあったため、曲を巡りヒロとダンスバトルする事になる。バトル直前に交通事故から子供を庇って足首の怪我をしてしまい、バトル途中でダンスが出来なくなり敗北するが、コウジの登場によりヒロから曲の使用許可をもらい、あんのマイソングとして使えることになった。
その後、仲間で作った祭りをわかなに批判されて激怒し、射的勝負を挑むが、本番に弱いわかなの様子を見て怒りを忘れ、逆に彼女を励ましてしまう。その際わかなと昔出会っていたことをおぼろげに思い出した。わかながプリズムショークラブの後輩であることを思い出してからは、わかなのあんに対するわだかまりを解くために尽力し、わかなのプリズムライブ覚醒に貢献することとなる。あんとわかなの和解後、3人で記念写真を撮影した。ライバル意識を持つあんとわかなのことは、「どっちもどっち」と評している。
わかなが名付け親となった「ベルローズ」のプリズムショーを、魂のこもった本気のショーとして高く評価している。
最終回では改めて華京院学園及びエーデルローズに編入し、Over The Rainbow結成し、デビューを果たす。キャスト発表時には「仁科 一月」と表記されていた。
『キンプリ』では、いつもの高架線下で、後輩の香賀美タイガから最近のチャラチャラしたカヅキの姿に対して不満を持っている最中、シュワルツローズの大和アレクサンダーの襲撃を受ける。結果は引き分けに持ち込んだものの、それは自爆技を用いたことで何とかアレクサンダーのプリズムジャンプを防ぎきったためであった。そこで自分を鍛えなおす必要を感じたカヅキは、エーデルローズを離れて冷の下で特訓に励むことを決意。プリズムキングカップにおいてはPrism Stone所属のプリズムスタァとして出場し、アレクサンダーが破壊した会場を元に戻すという偉業を成す。自身の演技は無効となったが、ヒロを勝利へと導き、オバレの再結成に一役買った。『SSS』では、3年前にあんとわかなに告白された返事を未だにしていなかったことで、二人から怒られ、追いかけ回されていた。

### エーデルローズの関係者
氷室 聖（ひむろ ひじり）
声 - 関俊彦
法月仁・黒川冷と並び、かつての「プリズムキングカップ・フライ・スカイハイセッション」の3強の1人。長野県北佐久郡軽井沢町出身 11月23日生まれの血液型はB型。自身もかつてはプリズムスタァであったため、プリズムショーへの情熱やプリズムスタァたちへの理解は他の協会の人間以上に強い。
かつてはプリズムキングの座を争うエーデルローズ所属のトップスターであったが、仁の卑劣な策略(プリズムキングカップのフライスカイハイセッションの直前、聖がジュネに4連続ジャンプを見せようとした練習中の妨害工作での怪我)により選手生命を断たれ、プリズムショーを引退した。ジュネからプリズムショーを教えて欲しいと頼まれた事をきっかけにプリズムショーへの情熱を再燃。ジュネの夢「プリズムショーの煌めきを広めたいというジュネの夢を形にしたもの」をサポートするためにブランド「Dear Crown」の立ち上げにも関わりながらも、経営を神浜コウジの母である神浜奈津子に任せ、法月皇の後ろ盾を得てプリズムショー協会の会長となる。冷(Coo)からはライバルとして認められている。
「ドリーミングセッション」でプリズムライブの存在を知り感動したが、プリズムライブはルールブックに記載されていないために得点として認められず、なるの3連続ジャンプも規定時間オーバーで公式には認められなかったことに怒りをあらわにした。
「ドリーミングセッション」の後、インターネットでりんねの4連続ジャンプの動画を見つけ、プリズムストーンを訪れる。りんねの存在はごまかされたが、プリズムショーの煌きを取り戻すためにプリズムストーンに力添えを頼んだ。プリズムライブがプリズムショー界の未来を変えるかもしれないと期待している。
徐々に体調不良になり始めているジュネの事を心配していたが、彼女の自宅を訪問した際に仁に雇われたパパラッチにその光景を激写された事で、マスコミによってジュネとの熱愛疑惑が報道され、「Dear Crown」や「プリズムストーン」に関係するプリズムスタァたちが「オーバー・ザ・レインボーセッション」への出場を停止されてしまう事態となる。その後、記者会見で会長職の辞任とジュネとの関係の否定を宣言し、会長の後任を恩人でもある皇に託す。
記者会見後行われたヒロのライブ会場にてＶＩＰ席にいる仁を説得しようとしたが、仁が耳を貸すことはなく失敗したが、ライブにてヒロによってデビューに関するエーデルローズの実態を暴露した後、楽屋で仁がヒロのプライベートの全てをマスコミに暴露しようとしたが、怒りを爆発して手を上げた冷が自らの正体を明かした上で聖自身に関する真実とプリズムショー協会役員への賄賂を暴露されても自分の罪を認めない仁を再び手を上げようとしたその時、聖は冷を羽交い締めにして、「暴力は何も生み出さない」と諭した。
『キンプリ』において、仁の失脚後にエーデルローズ主宰となるが、皇の逝去によりプリズムショー界から追放されていた仁が復権してシュワルツローズを立ち上げたことによって財団の負債を抱え込むことになり、対応に苦慮することになった。エーデルローズからプリズムキングが出なかった場合は事実上の解散となる危機に直面したが、ヒロの優勝により免れた。
法月 仁（のりづき じん）
声 - 三木眞一郎
第27話から登場。エーデルローズの実質的な最高権力者で、「主宰」の地位にあるエリートプリズムスタァ。生徒とは異なり伯爵風の制服（色柄は共通）を着ている。過去に行なわれた「プリズムキングカップ・フライ・スカイハイセッション」の3強の1人。7月18日生まれの血液型はA型。東京都新宿区四谷出身
見掛けは紳士的だが、その心の中は傲慢そのもので、コウジのように自分の意に添わない者や失敗した者には退学や追放などの容赦ない処分も辞さない高圧的で冷酷非情な人物で、べるやヒロにとっては母親に干渉して家庭をかき回した極悪人で本作の登場人物達のあらゆる溝を作った諸悪の根源とも言える。ただし追放された者の中には、ストリートでダンスをする子供や若者たちを迫害して、エーデルローズの名誉を汚した者もいる。2010年に仁が主宰に就任後、他人に不寛容で異常なまでに勝敗にこだわる態度は研究生や保護者にも悪影響を及ぼし、研究生同士の足の引っ張り合いなどのトラブルを引き起こす原因ともなっている。そもそも仁はプリズムショーそのものを「点数稼ぎ」、プリズムスタァを「操り人形」と軽蔑した考えを持っている。ヒロ、べるら実力者に対しても弱みを握ることで意のままに操ろうとしている。
かつては聖・冷と共に男子プリズムスタァの最高峰「プリズムキング」の座を争っており、自分より先に4連続ジャンプを跳んだ聖を疎み、大会前に負傷するよう策(プリズムキングカップのフライスカイハイセッションの直前、聖がジュネに4連続ジャンプを見せようとした練習中の妨害工作)を打って自分がプリズムキングに選ばれるようにしている。現在でも一方的に聖を敵視しており、プリズムライブには否定的な態度を取っている。
ジュネと共にさらに栄光を極めてゆく彼を追い落とすため、エーデルローズの女子メンバーに「どのような手段を使っても裏切り者の天羽ジュネを倒せ」という悪意に満ちた命令を出して、べるの反感を買った。「ベルローズ」と「ハッピーレイン」のシャッフルユニット結成には不快感を持っており、べるには自身のファンである母を通じてさまざまな圧力をかけたり、ジュネに負けた憂さ晴らしとして過酷なレッスンを強要したりしている。一人称は「私」。
「オーバー・ザ・レインボーセッション」開催前、邪魔者の聖やジュネ、「ハッピーレイン」のメンバーの出場を妨害するため、聖とジュネのでっち上げの熱愛報道を捏造した。さらにプリズムショー協会役員へ賄賂を贈り、大会参加者からハッピーレイン、ビーフorチキンorフィッシュらエーデルローズ所属生以外のチームを締め出すことに成功した。それに反発したべるやヒロに対しても威圧的な態度を表し、プリズムショー協会会長を辞任して直接抗議にしにやってきた聖に対しても無視を決め込むが、べるに対する嫌がらせに対して我慢の限界を迎えたヒロからライブ中に真実を明かされる事で反発される。この裏切りに対してヒロのプライベートの全てをマスコミに暴露しようとしたが、激怒して殴ってきたCoo自身は黒川冷としての正体を明かした上で聖に関する真実とプリズムショー協会役員への賄賂を暴露され、なおも開き直って聖や冷をあざ笑ったために、彼の本性を見た父親の皇からも完全に失望されてエーデルローズ主宰の座を解任され、プリズムショー界から追放されてしまった。
しかし、皇の逝去によって全面的に復権。聖、ヒロとべるへの復讐を果たすべく新たにシュワルツローズを立ち上げ、総帥として有望なプリズムスタァを次々と引き抜いて勢力拡大を図っている。
聖に多額の負債を押し付け挙句の果てに聖からジュネを奪い取ったが、プリズムキングカップで敗北を喫してジュネは聖の元に帰り、最終的にはヒロに敗れた。

### エーデルローズ新入生
ユウ以外の新入生は『KING OF PRISM』から登場。
一条 シン（いちじょう しん）
声 - 寺島惇太、原紗友里（幼少期）
最も遅くエーデルローズに加入した新人プリズムスタァの少年。2月29日生まれの血液型はO型。神奈川県川崎市出身。元はサッカーでレギュラーメンバーとして活躍しプリズムショーの存在すら知らなかったが、偶然知り合ったルヰの誘いを受けて観に行ったOver The Rainbowのパフォーマンスに感銘を受け、プリズムスタァを夢見て、その余韻に浸っていた帰り道にエーデルローズ主宰の氷室聖にエーデルローズにスカウトされて転入する。神浜コウジからの特訓で生まれついてのポジティブさとピュアな心から徐々にプリズムスタァとしての才能を開花させる。
Over The Rainbowの解散発表に観客がどよめく中、プリズムショーを披露し人々に笑顔を取り戻し、新しい表現手段「プリズムラッシュ」を披露したことで人々は大きな歓声に包まれた。プリズムキングカップにもこの時と同様に「Over the Sunshine!」を披露し、第4位に輝いた。
シンにはかつて世界を滅ぼしかけたプリズムの使者・シャヰンが宿っており、シンがプリズムショーと出会ったのはルヰがシャヰン復活のために計画したものだった。
太刀花 ユキノジョウ（たちばな ゆきのじょう）
声 - 斉藤壮馬、白石涼子（幼少期）
歌舞伎役者の一族の跡取り息子であるプリズムスタァ志望者の少年。7月9日生まれの血液型はB型。時折女形の出で立ちで外出する。プリズムスタァのことで家族と確執を抱えており、プリズムスタァとしての表立った活動は少ない。東京都中央区銀座出身。
香賀美 タイガ（こうがみ たいが）
声 - 畠中祐、田村睦心（幼少期）
ストリート系のプリズムスタァ志望者の少年。5月4日生まれの血液型はA型。硬派で素行不良であり、やや無愛想で無口な性格で女性に触られると拒否反応が出て制御不能になる。かねてよりストリート系で知名度の高かったカヅキに憧れて、プリズムスタァを目指しているが、最近のカヅキには複雑な感情を抱いている。青森県南津軽郡出身。
「キンプラ」では「プリズムキングカップサンダーストームセッション」で、大和アレクサンダーに勝ったものの、彼の暴挙を完全に阻止することには失敗した。
「SSS」の第3話でその過去が明らかになり、もともとタイガは森園わかなと同じく9歳の頃一時的に上京しており、そこでほんの少しカヅキと知り合ってプリズムショーを教えられるも、1か月で再び故郷に戻っていった。ところが5年後、姉・香賀美大空に無理矢理Over The Rainbowのデビューライブに連れていかれ、過去のカヅキと異なるチャラチャラしたプリズムショーを行っていることにショックを受けてしまう。さらにエーデルローズへの進学も本人の意思とは無関係にとんとん拍子に決まってしまい、出身である青森の南津軽からわざわざ上京。当初はカヅキを一発ぶんなぐって帰るつもりだったものの、軸の定まったカヅキの精神に魅せられ、そのままなんだかんだ居ついてしまう。
十王院 カケル（じゅうおういん かける）
声 - 八代拓、大地葉（幼少期）
「総資産200兆円を誇る」十王院財閥の御曹司でもあるプリズムスタァ志望者の少年。12月22日生まれの血液型はAB型。本名は十王院 一男（じゅうおういん かずお）だが、気に入っておらず、他人から本名で呼ばれるたびに芸名の「カケル」を強調している。元々女好きであり、女性にもてたいという理由でプリズムスタァを目指している。家業の関係上、技術面に明るいオタク的な一面があり、森園わかなのファンである。東京都大田区田園調布出身。
鷹梁 ミナト（たかはし みなと）
声 - 五十嵐雅
エーデルローズ新入生で最も年長のプリズムスタァ志望者の青年。穏やかで面倒見が良く、世話好きなお兄ちゃん気質の持ち主で、相手が悩んでいるのを見過ごせない世話好きでもある。8月21日生まれの血液型はB型。エーデルローズの料理番でコウジ直伝のレシピを引き継いでおり、料理が得意。静岡県静岡市出身。
西園寺 レオ（さいおんじ れお）
声 - 永塚拓馬
ユキノジョウの付き添いをしているプリズムスタァ志望者の少年。4月4日生まれの血液型はO型。柔和で気が弱く、中性的な容姿の持ち主でおとはのファン。ユキノジョウをユキ様と呼び慕い、常に行動を共にしている。しかし、男らしくないと言われる弱々しい自分にコンプレックスがあり、プリズムスタァでの活動を通して男らしくなりたがっている。北海道札幌市出身。
公式では「既視感があるキャラクターだが気のせい」としている。
涼野 ユウ（すずの ゆう）
声 - 高山みなみ（RL）、中嶋ヒロ（RL・幼少期）、内田雄馬（キンプリ）
涼野いとの弟。名前の漢字表記は「結」。3月14日生まれの血液型はA型。東京都武蔵野市吉祥寺南町出身。RLでは母と共に北海道に在住。べるのファン。かっこつけたがりだがらか、逆に自分の身長が低いのを神経質なまでに気にしており、小学生と間違われるのは完全なタブーとされているが、頭脳明晰とあるように頭はいいようだ。父親のグッズを大切にし、泣きながら父のライブ映像を見ていた母親の姿を何度も見ていたために、母の父への気持ちを痛いほど理解しており、母と父の気持ちを全く考えずに癇癪を起こしたと激しく激怒し、彼女に母親の痛々しい姿を全て語っている。
『KING OF PRISM』ではシュワルツローズの攻勢で窮地に立たされているエーデルローズの行く末を心配し、姉の彼氏であるコウジが在籍する男子部に加入している。コウジとはともに「クロスロード」というバンドをやっており、彼はドラムを担当している。二人がすっかりぬるくなってしまったことに辟易しており、最近ではコウジから引き継いで作曲も行っており、エーデルローズでは楽曲制作を担当している。

### シュワルツローズ
『KING OF PRISM』から登場。
如月 ルヰ（きさらぎ るい）
声 - 蒼井翔太
シンがプリズムスタァを目指すきっかけを作った謎の少年。シュワルツローズ所属のプリズムスタァで、仁の側近の一人。 誕生日は2月29日。シンとは所属が違いながらもお互いの仲は良好。
その正体は、プリズムワールドの女性使者「りんね」を基にしたプリズムワールドの使者。かつて封印されたシャヰンを目覚めさせるためにシンに近づいたが、段々とシン本人に惹かれていくようになる。
大和 アレクサンダー（やまと あれくさんだー）
声 - 武内駿輔、くまいもとこ（幼少期）
粗暴な性格で「プリズムショーの破壊者」「ストリートの暴君」の二つ名を持つ、硬派なストリート系ダンサーの青年。 誕生日は6月6日で血液型はB型。同じストリート系のカヅキを敵視しており、カヅキを倒すべくダンスバトルを挑んでくる。 『キンプラ』ではその二つ名の通り、プリズムキングカップでのプリズムショーで会場を大会続行不可能なまでに破壊した。
高田馬場 ジョージ（たかだのばば じょーじ）
声 - 杉田智和、大本眞基子（幼少期） / 歌 - 小林竜之
『キンプラ』より登場。プリミアに所属し、仁のプロデュースするアイドルユニット「The シャッフル」のセンターを務めるアイドル。
語尾に「ジョイ」を付けて話すことが多い。ライブの際、自らは口パクであり、歌唱は池袋がゴーストシンガーとして担当している。
アレクサンダーが会場を破壊したことで一度はプリズムキングカップの覇者に選ばれるも、カヅキが会場を建て直したことで続行され、最終的に第3位という結果に終わった。
The シャッフル
ジョージがリーダーを務めるアイドルユニット。
メンバーに、五反田 ココロ（ごたんだ こころ、声 - 浦田わたる）、鶯谷 モンド（うぐいすだに もんど、声 - 長谷徳人）、神田 ミツバ（かんだ みつば、声 - 江田拓寛）、御徒町 ツルギ（おかちまち つるぎ、声 - 橋本晃太朗）がいる。
池袋 エィス（いけぶくろ えぃす）
声 - 小林竜之
ジョージのゴーストシンガー。本来はThe シャッフルのリーダーとしてデビューする予定だったが、ジョージにその立場を奪われた。その後はジョージのゴーストシンガーとして活動しつつ、別のユニット活動を並行して行なっている。
『キンプラ』では設定のみの存在で、映像媒体では『SSS』にて初登場。
YMT29
シュワルツローズのアイドルユニット。The シャッフルの5人とエィスも所属しており、全4ユニット、全29名からなる。

### 主要人物の家族

#### レインボーライブ
いとの家族については後述。
彩瀬 龍之介（あやせ りゅうのすけ）
声 - 千葉進歩
なるの父親。童話作家。
彩瀬 詩夢（あやせ ぽえむ）
声 - 柚木涼香
なるの母親。絵本作家でイラストレーター。折り紙が得意。部屋の壁に絵を書きながら絵本のセリフを考えるなど、少し子供っぽいところがある。
福原 煎太郎（ふくはら せんたろう）
声 - 三宅健太
あんの父親。メアリーの息子。煎餅屋「福々堂」の主人。江戸っ子で頑固な性格。甘ったるい菓子が大嫌いで、娘がクッキーやケーキを作ると怒り出す。あんとは日常的に喧嘩をしているが、同様の趣味を持つなど心の底では繋がりを持っている。店を継がせたいと考えているため、あんがパティシエになることに猛反対していたが、娘の熱意に負けて最後には許可をする。あんのことはとても大事に思っており、百合子が冗談で言った「婿を貰えばいい」という言葉に猛反対した。
実は彼も過去はパティシエであり、何かしらの事情から煎餅屋を継いだことが明かされている。
福原 百合子（ふくはら ゆりこ）
声 - 早水リサ
あんの母親。店の切り盛りを行っている。姉御肌で威勢がいい。家が食べ物屋のため、あんがポップンを飼うことに反対した。
福原 メアリー（ふくはら めありー）
声 - 日髙のり子
あんの祖母で、煎太郎の母親。煎太郎以上に気が強く威勢がいいため、息子の煎太郎に恐れられている。あんの理解者で、あんがパティシエになることを応援している。
蓮城寺 律（れんじょうじ りつ）
声 - 沢海陽子
べるの母親。娘であるべる以上に容赦ない激しい性格なため、わかなに恐れられていた。完璧主義者で虚栄心が異常なまでに強く、学年トップの成績および各種コンクールの優勝を強制してべるを追いこみ、わかながべるの引き立て役に徹するきっかけを作った張本人である。夫と別居していて情緒不安定になっていたところを仁に付け込まれ、仁がべるを支配するために利用されていた。彼女がプリズムライブに失敗した際には、仁の制裁を恐れるあまりにプリズムショーそのものを止めさせ、バイオリンに専念させるためにフランスへ連れて行こうとするが、最終的にはおとはとわかなの2人に説得されたべるからフランス行きを拒絶される。その後、「と・き・め・きDAYSセッション」においてべるの演技が高く評価されたことで、プリズムショーを活動の中心に据えることを許した。しかし他人の顔色を常に伺う性格ゆえにプリズムショーに関しては仁の言いなりになっており、仁に反発するべるとの対立が夫のクリスマス帰国まで続いていたが、事情を察した夫の愛情に触れてべると和解する。
蓮城寺 行秀（れんじょうじ ゆきひで）
声 - 千葉繁
べるの父親で、律の夫。普段は仕事のためにドイツに単身赴任している。温厚な性格で、自分の不在が律とべるの確執の理由になったことも自覚している。クリスマス休暇で帰国した際に律を説得して仁の呪縛から解放し、母子関係の修復に貢献した。
小鳥遊 そうし（たかなし そうし）
声 - 野島裕史
おとはの父親。たいへん温厚な性格をしており、おとはと同様に気配り上手で「メルヘン」が口癖。調香師の仕事をしながら家事全般をこなす主夫である。
小鳥遊 おとぎ（たかなし おとぎ）
声 - 金香里
おとはの母親。出版業界で働くキャリアウーマン。夫より背が高い。
おとはの祖父、祖母
声 - 宇垣秀成、小林希唯
そうしの両親にあたる。家柄がとても高貴で、おとぎが仕事を辞めずに家庭を守らない女性では結婚相手として相応しくないと息子のそうしを一喝し、結婚を強く反対していたことがあった。現在はおとはを立派に育てたことに感謝している。
森園 正（もりぞの ただし）
声 - 乃村健次
わかなの父親。家族への愛着はあるのだが非常に厳格な亭主関白で、娘のわかなの気持ちに関しては無理解に等しく、自分の言うことに従うのが当然と思っている。学業の邪魔になるからと、わかながプリズムショーをすることを快く思っていない。また、カヅキたちの事も一方的に悪い印象しか持っておらず、彼らとの付き合いに関してまで頭ごなしに反対した。仕事に忙しい反面、自身の生活能力は低く、わかながフォローしようとした際余計なお世話だと反発した。
転勤の多い職業で、転校を嫌がるわかなのために一度は仕方なく転勤を断っていたが、新たにシンガポールへの転勤が決まり、わかなもエーデルローズを辞めさせて連れて行こうとする。そのため、カヅキからの助言を受けたわかなから、保護者を招待するエーデルローズの発表会を観に来るよう涙ながらに頼まれ渋々と承諾するが、結局仕事のために約束を破る羽目になった。その後、わかながあんと共に最後のプリズムショーをする際に、妻に立ってのお願いに土下座までされてショーを見に行ったが、相変わらず無関心な態度しか見せず、あまりにも家族の気持ちを顧みない姿勢が妻の怒りを買ってしまい、公衆の面前で説教された上、単身でシンガポールに行かされることになった。
終盤、わかなのショーを観に駆け付けた際は以前と正反対の陽気でハイテンションな性格に変わっており、娘の成長も心から祝福するようになった。
森園 フタバ（もりぞの ふたば）
声 - 藤村歩
わかなの母親。従順で気弱な性格で、夫には逆らわずに尽くす一方で娘を父親の厳しい叱責からかばい通す忍耐強い女性。実は元ヤンキーで、一度本気でキレるとドスの利いた口調になる上に、夫以上に横暴で暴力的な性格になる。その際は長い髪を後ろに縛り、目付きも凶悪なものになる。
わかなが涙ながらに頼んできたエーデルローズの発表会に夫と共に来たが、夫が会社へ戻ることを止める事はできず、わかなに対してひたすら謝罪した。その後わかながあんと最後のプリズムショーをしようとした際には、土下座をしてまで夫にショーを見るよう頼み込んだ。しかし、わかなの輝く姿に感涙する自身と対照的に理解を示さない夫に対してついに我慢の限界を超え、夫を殴り飛ばしてわかなにプリズムショーを続けていいと認め、また自身も夫をあてにせず働く事を宣言した。
結婚当初は真面目な奥さんになろうと思い、元ヤンキーだったことは隠していた。

#### KING OF PRISM
太刀花 菊右衛門（たちばな きくえもん）
声 - 山寺宏一
国立屋の歌舞伎役者で、ユキノジョウの父親。ユキノジョウを厳しく指導している。
元々は歌舞伎一族の出身ではなく、当時の名前は菊也（きくや）。太刀花雪翁の演技を見て弟子入りを決意。稽古を積み、菊右衛門の名を襲名した。
太刀花 雪翁（たちばな ゆきおう）
声 - 麦人
菊右衛門の先代。
太刀花 紫子
声 - 久川綾
菊右衛門の妻。雪翁の娘であり、本名は太太刀 節子（たちばな せつこ）。
香賀美 広大（こうがみ こうだい）、香賀美 朗香（こうがみ ほがらか）
声 - 高橋英則（広大）、棟方真梨子（朗香）
タイガの両親。朗花は東京で暮らしていた過去がある元女子プロレスラー。周囲には隠しているがストリート系プリズムショーのファン。
香賀美 大空（こうがみ おおぞら）
声 - 山本希望
タイガの姉。地元に営業にきたカヅキとタイガを引き合わせた。
十王院 百次郎（じゅうおういん ももじろう）
声 - 堀内賢雄
十王院グループのトップにあたる人物で、カケルの父親。プリズムショーの発展に協力するよりも、経営の基盤は従来の鉄や土に置くべきだという保守的な考えを持っている。
十王院 千
声 - 高乃麗
カケルの母親。
十王院 万太郎、十王院 京
声 - 千葉繁（万太郎）、沢海陽子（京）
カケルの祖父母。
鷹梁 海、鷹梁 洋
声 - 安藤麻吹（海）、星野充昭（洋）
ミナトの両親。
鷹梁 翼
声 - 南條愛乃
ミナトの義妹。赤ん坊の時、松の木の下に放置されていたところを波助に拾われた。
鷹梁 潮、鷹梁 舷、鷹梁 渚、鷹梁 航
声 - 小林千晃（潮）、一木千洋（舷）、林鼓子（渚、航）
ミナトの弟と妹。
五十嶋 波助、五十嶋 舟子
声 - 茶風林（波助）、寺内よりえ（舟子）
ミナトの祖父母で、波助は漁師。舟子は波助を尻に敷く女房。
西園寺 きらり、西園寺 ゆらり
声 - 澁谷梓希（きらり）、若井友希（ゆらり）
レオの姉。双子。担当声優は『プリパラ』にてドロシー・ウェストとレオナ・ウェストを演じた澁谷・若井が起用されており、「高校生になったドロシー・レオナ」というディレクションを受けている。
西園寺 飛利歌、西園寺 ノン
声 - 青山穣（飛利歌）、進藤尚美（ノン）
レオの両親。こちらの担当声優も上述のドロシー・レオナの両親と同じである。
大和 ヴィクトリア（やまと ヴィクトリア）
声 - 緒方恵美
アレクサンダーの母親。
シンの母親、父親
声 - 伊藤かな恵、諏訪部順一
シンの両親。

### Lucky★Star関連人物
涼野 弦（すずの げん）
声 - 近藤隆
いとの父親。いとが幼い時には、家族でバンド「クロスロード」を行っていた。かつて人気ロックバンド「Lucky★Star（ラッキースター）」のトップギタリストだったが、交通事故で左手の自由を失って以来、ギターを弾かなくなった（実際には償いからギターを持たなくなった）。自身の運転する車で事故を起こしてしまい、バンド仲間だったコウジの父親・丈幸を死なせてしまった自責の念から妻と別れた。現在はライブハウスのオーナーとなり、時たまバンドのヘルプをいとに頼んでいる。若い時は喧嘩早かった。
涼野 鶴（すずの つる）
声 - 阿澄佳奈
いとの母親。いとと夫とは別居しており、息子の結と共に北海道の美瑛町で暮らしている。かつて弦が活動していた家族バンド「クロスロード」の名付け親でもある。
事故によって人を死なせてしまった責任から別れを持ち出してきた夫・弦の気持ちを理解しており、北海道へやってきて同居を切望したいとに対し、夫婦で暮らす事は出来ないと告げている。しかし、その内では未だに夫を愛する気持ちがあり、彼に関するグッズを大切に保管し、一人泣きながら夫のライブ映像のビデオを見ている時もあった。後にその事実を結がいとに話したことで、いとが鶴に対して抱いていた誤解は解ける。
神浜 奈津子（みはま なつこ）
声 - 米澤円
コウジの母親。「Dear Crown」のゼネラルマネージャー。いとの父・涼野弦の起こした事故で夫・丈幸を亡くしており、顔見知りであった弦からは「なっちゃん」と呼ばれていた。仕事上では温厚で真面目な性格をしており、夫の丈幸や息子のコウジを想う気持ちも強い一方、自分に都合の良い価値観を家族である彼らに強要・束縛しようとするわがままで独善的な面も持ち合わせ、丈幸や息子のコウジの音楽に対する情熱への理解も皆無であった。
人気ロックバンド「Lucky★Star」のメンバー丈幸と結婚したが、彼の奏でる音楽を愛していた訳ではなかった。むしろ音楽そのものが自分から丈幸やコウジを奪っていく忌まわしい物であるかの様な認識しか出来ずにいた結果、丈幸に「Lucky★Star」を解散させるだけでなく、音楽を奏でる事さえも禁止にしてしまい、後に弦が「Lucky★Star」の再結成を持ちかけた際も「家族とラッキースター、どっちが大事なの！」とヒステリーを起こして丈幸が再結成を諦めざるを得ない様にするのだが、その後になって再結成を巡り弦と言い合いになった丈幸は、交通事故に遭って死亡してしまう。つまりは、「Lucky★Star」の解散や丈幸から音楽を奪うだけでなく、弦と共にあった彼が帰らぬ人になり、更には弦の家庭も崩壊となってしまう最大の原因となっているのだが、その自覚は全くないばかりか、丈幸の死後にますます音楽を憎む様になった結果、コウジが家で音楽の演奏が出来ない理由になっている。
夫の死の原因を招いたと見なしている弦を未だに憎み続けており、彼の娘であるいとに対しても辛辣な態度をとり続けていたが、「オーバー・ザ・レインボーセッション」において「ラッキースター」のプロデューサーであった北川から夫の死の真相を知らされ、自らの憎しみが誤解であることを知る。その後、弦に対して夫がバンドの再結成を望んでいたことを明かしてこれまでのことを謝罪。ようやく両家の和解が成立することとなった。
神浜 丈幸（みはま たけゆき）
声 - 羽多野渉
故人。コウジの父親。人気ロックバンド「Lucky★Star」のメンバーの一人。公には「ジョー」を名乗っており、本名や出身地は一切明らかにされていない。リードボーカル兼ギター担当。弦が起こした交通事故で亡くなった。
息子のコウジに似て落ち着いた性格だが、優柔不断で苛烈な内面を持つ妻に頭が上がらない恐妻家な面があった。その結果、妻となる奈津子との結婚後には彼女に言われるまま「Lucky★Star」を解散させて音楽の道を止めてしまうのだが、その情熱を捨てきることが出来ずにいた結果、奈津子のいない時に一人で激しいギター演奏を行っている等、鬱屈した日々を送る事になっていた。その後、自身を必要とする弦から「Lucky★Star」の再結成を持ち掛けられ、本心では自身もそれを望んでいたのだが、奈津子からは家族とラッキースター、どっちが大事なの！」と断固反対される態度を取られてしまい、止む無く弦の誘いを断ろうとしたのだが、走行中の車上で弦と言い合った中、車線を越えて来たトラックと激突事故となり、落命に至っている。
北川（きたがわ）
声 - 樫井笙人
幸星楽器店の店主。弦や神浜親子の友人。弦の事故の事情を知っている。弦が愛用していたギターを売り物として店内に飾って置いていたが、いとの願いを聞き、売却をしばらく待つ約束をした。そのギターは弦と奈津子が和解した後、弦に返している。
実は「Lucky★Star」を生み出した元敏腕プロデューサーで、交通事故の真相を公にすることを弦に止められていた。弦や丈幸からは「北さん」と呼ばれている。

### その他の人物（RL/キンプリ）
法月 皇（のりづき こう）
声 - 中尾隆聖
第31話から登場。一人称は「私」。メガネをかけたエーデルローズ財団の理事長で、エーデルローズ、華京院学園とル・セリアナ女学院の創設者。幼い頃のヒロに才能を感じ、エーデルローズに招いた。仁とは違い温厚な性格の持ち主。プリズムスタァとして有能な資質を持っていた聖にも目をかけていたが、そのことで息子の仁からは嫉妬されていた。
聖がプリズムショー協会会長を辞任した後、聖からの指名でその後任に選ばれるが、息子の仁がエーデルローズを私物化した挙句、多くの若者たちの未来を仁自身の憂さ晴らしの為に潰していた事実を知って激怒し、見苦しく言い訳を言うだけの仁に対して「お前のしている事は最低だ!」と非難し、仁のエーデルローズ主宰職を解任して迷惑をかけた若者たちに土下座で謝罪した後、ジュネや「ハッピーレイン」が「オーバー・ザ・レインボーセッション」に出場できるように取り計らう。大会途中でプリズムの煌きが失われた際には、この時点で演技をしていないなるに対して大会の中止を打診したが、困難な状況でも演技を行うことを決めたなるの演技を最後まで見守り、演技終了後に各地からのプリズムショーシステム復旧の報告を聞いて、心の中でなるを「この大会の真の勝者」と称えた。
『KING OF PRISM』の本編開始時点ではガンで亡くなって故人となっており、エーデルローズ寮の肖像画としてのみ登場。
ヒロの母親
声 - 榎あづさ
老人ホーム・シンフォニアの職員。多額の借金が原因で生活は貧しく、借金を肩代りする代わりにヒロを皇に預けるというエーデルローズの申し出を受け入れた。現在は改心してヘルパーとして働いており、ヒロの「戻ってきてほしい」という優しい言葉に触れて涙した。
『PRIDE the HERO』ではヒロと再会を果たす。

#### レインボーライブのみ登場
氷室 マリア（ひむろ まりあ）
声 - 宍戸留美
故人。聖の母親。皇の知人。金髪のロングヘアで、温厚な女性。皇の言動では太陽の技を使う元プリズムスタァらしいが詳細は不明。回想シーンのみ登場。
内田 リナ（うちだ りな）、上善寺 アイ（じょうぜんじ あい）
声 - 原紗友里（リナ）、山本希望（アイ）
なるのクラスメイト。14歳。リナは眼鏡っ娘で、花屋に興味がある。アイはパン屋に興味がある。
当初はいとを恐れていたが、いとが心を開いてからは友達として接するようになる。
梅田（うめだ）先生
声 - 三宅麻理恵
なるたちが通う学校の教師。数学担当の先生が休みのため、代理で授業を行った。なお、普段は彼女達の担任を務める。転校生のりんねがやってきた際は快く引き受けた。いつも笑顔を絶やさない。
ナオミ
声 - 明坂聡美
カヅキの従姉。コウジの幼馴染。八方美人で姐御肌な性格。ニューヨークに留学した際に向こうで知り会った寿司職人と結婚することになり、親戚に挨拶回りをするために一時帰国した。あんとわかなにカヅキの彼女だと勘違いされる。
田中さん（たなかさん）
声 - 三宅健太
華京院学園のミステリー研究会の一員。ミステリーを通じてあんと親しくなる。なるたちの温泉旅行では、カヅキとコウジと一緒に同行した。口癖は「田中です」。
AD・DMFに登場していた山田山夫に酷似している。

#### KING OF PRISMのみ登場
山田以外の人物は全員『キンプラ』より登場。
山田 リョウ（やまだ りょう）
声 - 浪川大輔
福岡県福岡市博多区出身 9月24日生まれ エーデルローズ男子寮の管理人。胸ポケットに赤いフレームの眼鏡を入れており、よく棒状のチョコレートを咥えている。普段は掃除等の管理人の雑務をこなしているが料理は苦手。『キンプラ』にてフルネームが判明。
過去にプリズムキングカップで優勝経験があるが、仁の策略によりスキャンダルをでっち上げられた後は表舞台から消えている。
ヒロがプリズムキングに輝いた後は、彼のスキャンダルを報じた雑誌上で過去の報道がすべて嘘であったと訂正されている。
真田 泰山（さなだ たいざん）
声 - 遊佐浩二
十王院グループの常務。仁と癒着しプリズムキングカップの優勝者をシュワルツローズから排出すべく十王院グループが開発した製品を用いて根回しを行うが、結果的には失敗に終わった。
田中（たなか）会長
声 - 三宅健太
プリズムショー協会の会長。RLに登場した田中さんとの関連性は不明。本編中では「田中です」以外の言葉を発さないが、意思疎通はできている模様。
MCタック
声 - 千葉進歩
プリズムキングカップで司会を務める人物。
児玉（こだま）専務
声 - 森田順平
十王院グループの元専務。幼いカケルに愛の大切さを説く。真田に嵌められて十王院グループを解雇される。
メリナ
声 - 村上喜紀
十王院グループマダガスカル支社で働く青年。元々は王族の血筋。
東京の先進国の暮らしに憧れを抱いている。
リヴィングストン 児玉（りゔぃんぐすとん こだま）
声 - 乃村健次
十王院グループマダガスカル支社で働く男性。天然ガス採掘の責任者を務めている。
児玉元専務の息子で、父親がカケルから貰った人形を受け継いでいる。
津山 ミヨ（つやま みよ）
声 - 佐藤あずさ
ジョージの幼馴染。小学生の頃からジョージと共におり、ジョージの夢を応援している。
結婚を控えており、それをジョージに伝えるために東京へとやってくる。
法月 愛（のりづき あい）
声 - 新田恵海
仁の母親。『SSS』から登場。仁は彼女に頭が上がらない。

## プリズムワールド
RLで存在が明かされた、複数の並行世界を結ぶ空間。
赤井めが姉ぇ（あかいめがねぇ）
声 - 伊藤かな恵（ゲーム、アニメ）
シーズン1の時点からゲームに登場しており、プリズムストーンを手渡してくれる赤いフレームの眼鏡をかけた女性。ゲームでは当日のランキング1位を獲得したプレイヤーと同じコーデで登場する。当初は名前が公表されず「店長さん」などと呼ばれていたが、AD第8話で「赤井さん」という名前が判明した。テレビ東京の番組情報ではキャスト欄に「赤井めが姉ぇ」と記載されており、ぷっちぐみ版2012年1月号で登場した際もそう名乗っているが「めが」が名前で「めがお姉さん」を略して「めが姉ぇ」なのか、あるいは「めが姉ぇ」自体が名前なのかは不明である。
プリズムショーの世界に常駐して、プリズムストーンをスキャンしあいらたちの衣装をチェンジさせるのが仕事だが、ADの最終話では観客の1人としてMARsのショーを観賞しており、外に出られない訳ではないらしい。DVD2巻収録のプリズム笑劇場では本編の第3話Bパートでラビチが述べていたプリティートップの社内行事であるお楽しみ会の司会を務めており、オープニングにも普通に登場している。第8話でりずむの追試対策として英語の授業を行ったが、彼女の扱う英単語はファッション関係の用語ばかりで追試の役には立たなかった。
RLではPrism Stone（厳密にはそのオーナーであるモモ）の業績をプリズムワールドの「本部」と呼ばれる組織への報告業務も行っており、セブンスコーデの秘密も知っている。いとが肌身離さず持ち歩いているプリズムストーンを、一目で母親からのプレゼントだと見抜いた。
『プリパラ』以降のプリティーシリーズ各作品でも引き続き登場しているが、設定は作品ごとに異なっており、AD・DMFおよびRLに登場していためが姉ぇとどのような関係なのかは不明である。
ペンギン先生（ペンギンせんせい）
声 - 三宅健太（アニメ）
りずむ達にダンスを教えている自称「大先生」。ゲームとアニメでは、全身が緑色で巻き毛のカツラをかぶったペンギンのぬいぐるみにしか見えない外見が特徴。（ユウ曰く「カバ」）しかし「ぬいぐるみ」扱いされることに対しては非常に敏感で「ぬいぐるみじゃないわよ!」と怒り出す。りぼん版では人間の姿をしているが、髪型にはゲームの名残が見られる。
性別は男のようだが、オネェの言葉遣いである。生の魚が好物らしく、ゲームのストーリーパートでは「ペンギンランチ」という特注メニュー（生の魚1匹）を用意させている。ゲームのシーズン3まではロード画面のアイキャッチにも登場していた。
ゲーム
りずむ・かのん・セレナのコーチとして登場しているが、3人が弟子入りするまでの経緯については明らかにされていない。かつては優秀なプリズムスターであったという噂がある。14年前のりずむが生まれた当日の晩に、伝説の星座・スケート座が1000年に一度だけ輝く瞬間を目撃している。
アニメ
プリティートップのダンススクールを仕切る自称「大先生」で、常にダンススクール管理人の山田さんと行動を共にしている。ダンスの技能や指導力を見せるシーンは登場していないが第15話では作曲の技能を披露した（→めらめらハートが熱くなる）。DVD8巻のプリズム笑劇場では「南極生まれの東京育ち」を自称している。DMFではADよりも出番が増えており、ペアチャムのビビーとライバル関係となっている。とはいえ彼とのけんかは嫌いじゃなかった模様。
RLでは第46話から登場し、かつて天羽ジュネのペアともだったことが明かされた。第51話で世界を混乱に陥れた罰として、ピコックによりマスコットの地獄に落とされる。
『キンツア』ではマスコットの地獄ではリーダーと司会を務めている。
ピコック
声 - エナポゥ
RL第27話から登場（正式な登場は44話）。りんねのペアとも。イメージカラーは白で、背中にクジャクのような羽が生えている。他のペアともと異なり人間と普通に会話することができ、語尾に「ジャ」をつけて話す。ペアともの先生でモモからも恐れられており、怒り出すと「墓場送り」と一喝する。りんねや千里が正体を隠していたのは、秘密を知られないようにとモモがピコックにきつく言われていたからである。その後の足取りは不明だったが、モモの夢に現れて7つのプリズムの煌きを取り戻し、りんねをプリズムワールドに帰す使命を与えた。7匹のペアともが1つになる時だけ姿を現すことができるが、具現化できる時間が限られており、時間が経つと元の7匹のペアともの姿に戻る。
RLの放送開始前に発売された3DS『マイデコ』にも登場する。
プリズムの女神
声 - 桑島法子
姿形は光に包まれている。ジュネが人間界に残ることを許可するが、その代償としてそれまでの記憶とプリズムショーができなくなることを話し、ジュネの願いを叶えた。
『キンプラ』では神崎そなたの姿として登場し、ヒロに王冠を頭の上に乗せた。
シャヰン
声 - 斎賀みつき
プリズムの使者。F型（女性型）スタァタイプのりんねと対になるM型（男性型）スタァタイプのプログラムとして生み出され、プリズムの煌めきを広める為に送り込まれるが、自分がプリズムスタァとして舞台に出る等、プリズムの使者としての禁忌を破り暴走。事態を重く見たプリズムワールドがりんねに抹消を命じるが、りんねの独断で封印される。
しかし、封印されてからも虎視眈々と復活の機会を狙っており、詳細は不明だがシンを憑依先とした。『キンプラ』で徐々に封印解除の兆候が表れ始め、『SSS』11話で遂に復活を果たすも、12話でのエーデルローズのユニットショーで発動した7人の絆の力で再び封印された。その際意味深な発言と共にSh/nə Xというバージョンにアップデートしている。初登場時には「シャイン」と表記されていた。